# 프랑스 축구 국가대표팀
프랑스 축구 국가대표팀(프랑스어: Équipe de France de football)은 남자 국제 축구 경기에서 프랑스를 대표한다. 프랑스 축구의 스포츠 행정부인 프랑스 축구 연맹(프랑스어: Fédération Française de Football, FFF)가 관리하며 유럽 축구 연맹과 국제 축구 연맹의 회원이다. 프랑스 삼색기의 색상(청색, 흰색, 적색)과 갈리아 수탉이 대표팀의 상징으로 사용되며 파란 군단(프랑스어: Les Bleus 레 블루[*], 프랑스어 발음: [le blø])이라는 별칭을 가지고 있다. 홈구장은 생드니에 위치한 스타드 드 프랑스이며 훈련 시설은 클레르퐁텐앙이블린에 위치한 상트르 나시오날 뒤 풋볼이다.
프랑스는 1904년에 첫 공식 국제경기를 치렀고, 현재 대부분의 홈경기를 파리 근교 생드니의 스타드 드 프랑스에서 치른다. 프랑스 국가대표팀은 FIFA 월드컵을 두 차례, UEFA 유럽 축구 선수권 대회를 두 차례, 올림픽을 한 차례, 그리고 FIFA 컨페더레이션스컵을 한 차례 우승해, 아르헨티나와 더불어 FIFA가 주관한 남자 대회에서 모든 대회를 우승한 유이한 팀이 되었다. 프랑스는 이웃 이탈리아와 강력한 라이벌 관계를 가지고 있고, 역사적으로 벨기에, 브라질, 잉글랜드, 독일, 그리고 스페인과도 라이벌 관계를 지니고 있다.
국가대표팀은 세 차례의 "황금기", 즉 1950년대, 1980년대, 그리고 1990년대 말에서 2000년대 초로에 수많은 주요 대회에서 좋은 성적을 거두었다. 프랑스는 1930년에 열린 초대 FIFA 월드컵에 참가한 유럽의 4팀들 중 하나로, 비록 예선전에서 6차례 탈락했으나, 매 FIFA 월드컵 주기에 참가한 3팀들 중 한팀이다. 1958년, 레몽 코파와 쥐스트 퐁텐이 이끄는 팀은 1958년 FIFA 월드컵에서 3위의 성적을 거두었다. 1984년, 발롱도르 수상자인 미셸 플라티니가 이끄는 프랑스는 UEFA 유로 1984를 우승했다. 디디에 데샹의 지도 하에 3차례 FIFA 올해의 선수로 선정된 지네딘 지단의 협력 하에, 프랑스는 1998년 FIFA 월드컵에서 우승하고, 개최국으로써 이 영예를 달성한 8개팀 중 하나가 되었다. 2년 후, 팀은 UEFA 유로 2000에서도 우승을 거두었고, 이후에는 FIFA 랭킹 1위에 처음으로 오르기도 했다. 프랑스는 그 후 2001년과 2003년에 FIFA 컨페더레이션스컵 우승을 두 차례 추가했고, 2006년 FIFA 월드컵 결승전에도 진출했으나 이탈리아에게 승부차기에서 3-5로 지면서 준우승에 그쳤다. 이후 12년 뒤인 2018년 FIFA 월드컵과 2022년 FIFA 월드컵에서 2회 연속 결승전에 진출하여 각각 우승과 준우승을 거둠으로써 월드컵 통산 2회 우승과 2회 준우승을 거뒀다.

## 역사
프랑스 축구 국가대표팀은 1904년 5월 21일 FIFA가 창립될 때를 부근으로 창립되었고, 1904년 5월 1일, 브뤼셀에서 열린 벨기에와 첫 공식 국제 경기를 치렀고, 경기는 3-3 무승부로 끝났다. 이듬해인 1905년 2월 12일, 프랑스는 스위스와 모국에서 첫 경기를 치렀다. 경기는 500명 관중이 웅집한 파르크 데 프랭스에서 열렸다. 프랑스는 이 경기에서 가스통 시프레의 결승골에 힘입어 1-0으로 이길 수 있었다. FIFA와 프랑스의 스포츠 연합인 프랑스 체육 스포츠 사회 연합 (Union des Sociétés Françaises de Sports Athlétiques, USFSA) 간의 갈등으로, 프랑스는 정체성을 확립하는데 애로가 많았다. 1908년 5월 9일, USFSA와 상반된 입장을 지닌 프랑스 국제연합 위원회 (CFI)는 USFSA가 아닌 FIFA가 향후 올림픽 대회에서 클럽의 출전에 관여할 것이라고 손들어주었다. 1919년, CFI는 프랑스 축구 협회로 재조직되었다. 1921년, USFSA가 프랑스 축구 협회에 합병되었다.
1930년 7월, 프랑스는 우루과이에서 열린 초대 FIFA 월드컵에 출전했다. 몬테비데오의 에스타디오 포시토스에서 열린 역사상 최초의 월드컵 경기에서, 프랑스는 멕시코를 4-1로 꺾었다. 뤼시앵 로랑은 프랑스의 월드컵 1호골을 득점한 것으로 알려졌을 뿐만 아니라, 월드컵 역사상 1호골을 득점한 것으로도 알려져 있다. 프랑스는 이후 아르헨티나와 칠레와의 나머지 조별 리그 경기에서 연달아 0-1로 패했고, 결국 1라운드에서 탈락했다. 이듬해, 국가대표팀은 처음으로 흑인을 승선시켰다. 라울 디아뉴는 세네갈계로, 2월 15일에 2-1로 이긴 체코슬로바키아와의 경기에서 첫 출전의 영예를 안았다. 디아뉴는 이후 북아프리카계 출신으로는 최초로 국가대표팀에 승선한 라르비 벤바레크와 함께 1938년 FIFA 월드컵에 출전했다. 1934년 FIFA 월드컵에서도 프랑스는 오스트리아에게 2-3으로 패하며 또 1라운드에서 탈락했다. 팀이 파리에 귀환했을 때, 4,000명의 웅집한 팬들은 영웅으로 칭송하며 환영했다. 프랑스는 1938년 FIFA 월드컵을 개최해 8강에 올랐으나, 디펜딩 챔피언 이탈리아에게 패해 탈락했다.
1950년대, 프랑스는 쥐스트 퐁텐, 레몽 코파, 장 뱅상, 로베르 종케, 마량 위스니에스키, 타데 시소우스키, 그리고 아르망 팡베른 등의 선수들을 앞세워 처음으로 황금기를 맞이했다. 1958년 FIFA 월드컵에서 프랑스는 준결승전까지 진출했으나 브라질에 패하였다. 3위 결정전에서, 프랑스는 퐁텐의 4골에 힘입어 서독을 6-3으로 격파했고, 그에 따라 퐁텐은 FIFA 월드컵 역대 한대회 최다 기록인 13골을 기록했다. 이 기록은 현재까지 깨지지 않고 있다. 프랑스는 1960년에 열린 초대 UEFA 유럽 축구 선수권 대회를 개최하였고, 2대회 연속으로 준결승전에 올랐다. 본선에서, 프랑스는 유고슬라비아한테 75분까지 4-2로 앞서나갔으나 4-5로 충격적인 역전패를 당하였다. 3위 결정전에서, 프랑스는 체코슬로바키아에 0-2로 패했다.
1960년대와 1970년대에 들어 프랑스는 여러 다른 감독의 지휘 하에 주요 대회 본선행에 실패했다. 1964년 4월 25일, 앙리 게랭이 공식적으로 국가대표팀 감독직에 올랐다. 게랭 감독의 지휘 하에, 프랑스는 1962년 FIFA 월드컵과 1964년 유럽 네이션스컵 진출에 실패했다. 국가대표팀은 1966년 FIFA 월드컵 본선행에 성공해 국제 대회에 다시 모습을 드러내기도 했다. 호세 아리바스와 장 스넬라는 한때 공동으로 감독 대행을 맡기도 했다. 두 감독이 동시에 지휘한 것은 4경기로, 이후 쥐스트 퐁텐 전 국가대표가 취임해 단 두경기만 지휘했다. 루이 뒤고게는 퐁텐의 후임으로 취임했으나, 1970년 FIFA 월드컵 예선전에서의 성적 부진으로 경질되었고, 조르주 불로뉴가 뒤를 이었으나, 팀을 본선에 진출시키지 못했다. 불로뉴도 1974년 FIFA 월드컵 본선행 실패 여파로 경질되었고, 루마니아의 슈테판 코바치가 사령탑을 맡았으며, 그는 프랑스 국가대표팀 사령탑을 맡은 유일한 외국인이 되었다. 코바치 또한 1974년 FIFA 월드컵과 UEFA 유로 1976 본선행 실패라는 실망스러운 성적을 거두는데 그쳤다. 그도 2년 후에 경질되었고, 미셸 이달고가 후임 감독으로 취임했다.

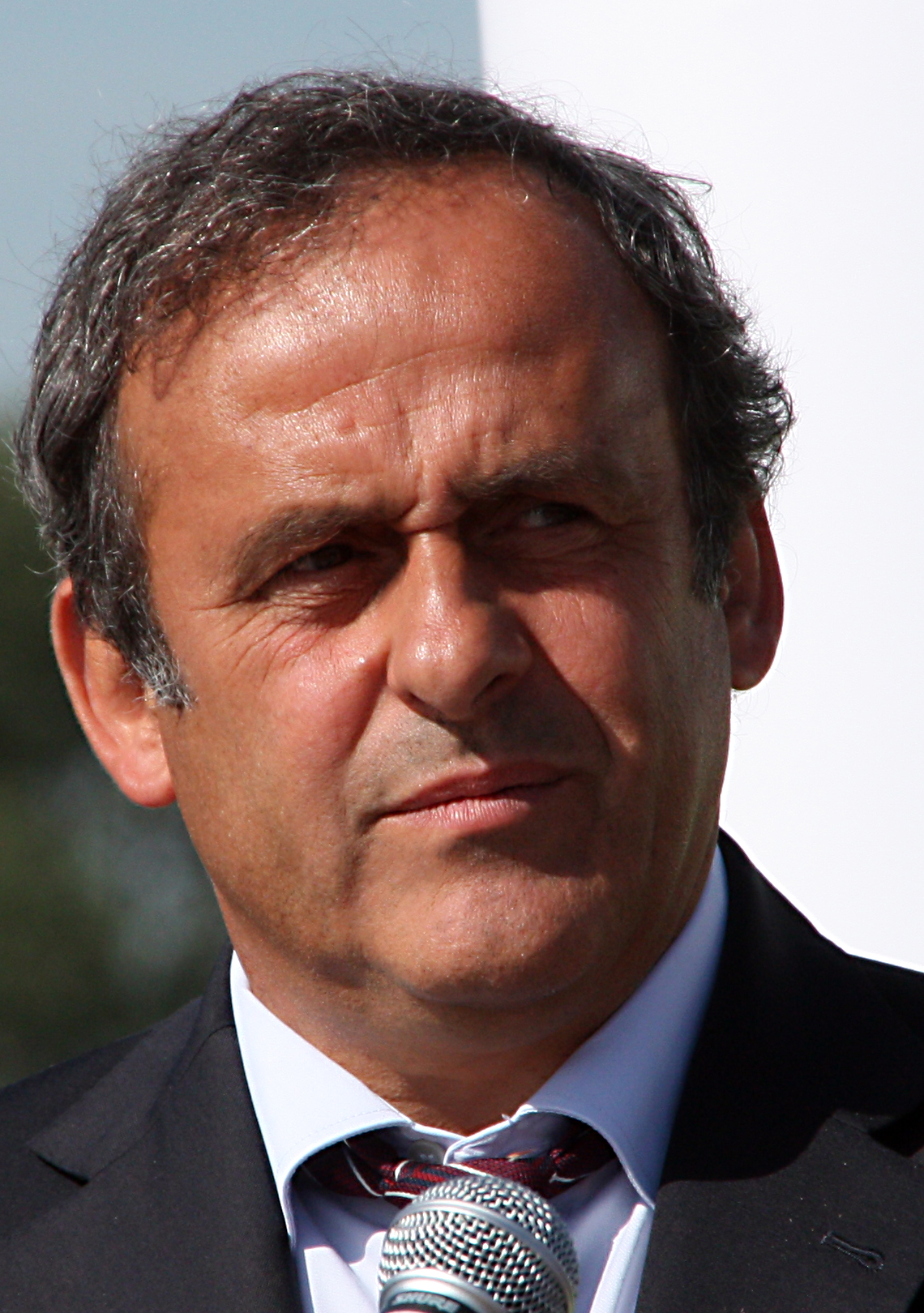
미셸 플라티니는 UEFA 유로 1984에서 주장으로 참가해 프랑스를 우승으로 이끌었다.

이달고의 지휘 하에, 프랑스는 다시 부흥했는데, 마리위스 트레소르와 막생 보시와 같은 수비수, 도미니크 로슈토와 같은 수비수, 그리고 팀의 중심이자 "마방진" (carré magique) 을 구성한 미셸 플라티니와 장 티가나, 알랭 지레스, 그리고 루이스 페르난데스 등의 우수한 인재로 1982년 FIFA 월드컵을 시작으로 상대의 수비를 무너뜨리고, 서독을 상대한 준결승전까지 올라가 승부차기 끝에 패했다. 준결승전 경기는 FIFA 월드컵 역사상 최고의 경기로 손꼽히는 것과 동시에 논란이 수반된 경기였다. 프랑스는 그로부터 2년 후, 처음으로 국제대회 우승을 거두었는데, UEFA 유로 1984를 개최해 우승하였다. 대회에서 역대 한 대회 최다골인 9골을 기록한 플라티니의 지휘 하에, 프랑스는 결승전에서 스페인을 2-0으로 꺾었다. 이 경기에서 득점한 선수들은 플라티니와 브뤼노 베욘이었다. 유로 대회를 우승한 후, 이달고가 지휘봉을 내려놓았고, 전 국가대표 앙리 미셸이 그의 뒤를 이었다. 프랑스는 이후 올림픽 국가대표팀이 1984년 하계 올림픽 축구에서 금메달을 획득하며 그랜드 슬램을 달성했고, 이듬해에는 FIFA 컨페더레이션스컵의 전신인 아르테미오 프란키 트로피에서 우루과이를 2-0으로 꺾고 우승했다. 결승골은 도미니크 로슈토와 조세 투레가 넣었다. 1년의 기간 안에 프랑스는 3개의 주요 대회에서 모두 우승을 차지했다. 1986년 FIFA 월드컵에서, 프랑스는 우승 후보로 점쳐졌고, FIFA 월드컵 2대회 연속으로 준결승전에 올라 또다시 서독을 상대했다. 그러나, 프랑스는 이번에도 서독에 또 패했다. 벨기에와의 3위 결정전에서 4-2로 이긴 프랑스는 3위로 대회를 마감했다.

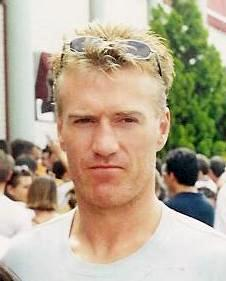
디디에 데샹은 1998년 FIFA 월드컵과 UEFA 유로 2000에서 주장으로 참가해 프랑스를 우승으로 이끌었다.

1988년, 프랑스 축구 협회는 국가 축구 단지인 클레르퐁텐을 개장했다. 개장식에는 프랑수아 미테랑, 당시 프랑스 대통령이 참석했다. 클레르퐁텐 개장 5개월 후, 앙리 미셸 감독이 경질되었고, 플라티니가 후임이 되었으나, 그는 1990년 FIFA 월드컵 본선행에 실패했다. 플라티니는 비록 UEFA 유로 1992 본선행에 성공하였고, 대회 전에 19경기 무패행진 기록을 세웠으나, 1라운드를 통과하지 못했다. 대회 종료 1주 후, 플라티니는 지휘봉을 내려놓았고, 그의 수석 코치였던 제라르 울리에가 바통을 이어받았다. 울리에 감독의 지휘 하에, 프랑스 국가대표팀과 팬들은 이스라엘전과 불가리아전에서 1994년 FIFA 월드컵 본선행을 목전에 두었으나, 실패로 돌아가 좌절감을 느끼게 했다. 프랑스는 이스라엘전에서 2-3으로 패했고, 불가리아전에서도 1-2로 충격적인 패배를 당했다. 이후 공공적인 비난의 대상이 된 울리에는 해임되었고, 국가대표팀에 활약하던 몇몇 선수들이 은퇴했다. 그의 수석 코치인 에메 자케가 뒤를 맡게 되었다.

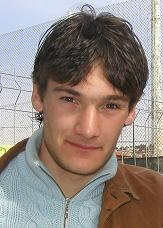
2010년에 임시 주장을 맡은 후, 위고 로리스 골키퍼는 2012년 2월을 기점으로 프랑스 국가대표팀의 정주장이 되었다.

에메 자케의 지도 하에 국가대표팀은 가장 성공적인 시대를 겪었다. 베테랑으로 조직된 팀이 1994년 FIFA 월드컵 본선행에 실패하자, 거물급 신예들이 팀에 합류했다. 프랑스는 UEFA 유로 1996에서 준결승전에 진출해 체코에게 승부차기에서 5-6으로 패하며 다소 우려스럽게 출발했다. 자국에서 열린 1998년 FIFA 월드컵에서 자케의 프랑스팀은 조1위로 16강에 진출하여 16강에서 파라과이를, 8강에서 이탈리아를, 준결승에서 크로아티아를 꺾고 사상 첫 월드컵 결승에 올랐다. 결승전이 열린 스타드 드 프랑스에서 프랑스는 브라질을 3-0으로 꺾고 우승하였고, 프랑스 축구 역사의 정점을 찍었다. 자케는 월드컵 우승 후 감독에서 물러나 은퇴하고 수석 코치인 로제 르메르가 이어받아 UEFA 유로 2000 우승으로 이끌었다. FIFA 올해의 선수인 지단의 지휘 하에, 프랑스는 결승전에서 이탈리아를 2-1로 잡았다. 트레제게가 연장전에서 골든골을 득점했다. 이 대회 우승으로 프랑스는 1974년 서독 이래 처음으로 FIFA 월드컵과 UEFA 유로를 모두 우승하는 영예를 안았다. 그 결과, 프랑스의 FIFA 랭킹이 1위로 상승했다.

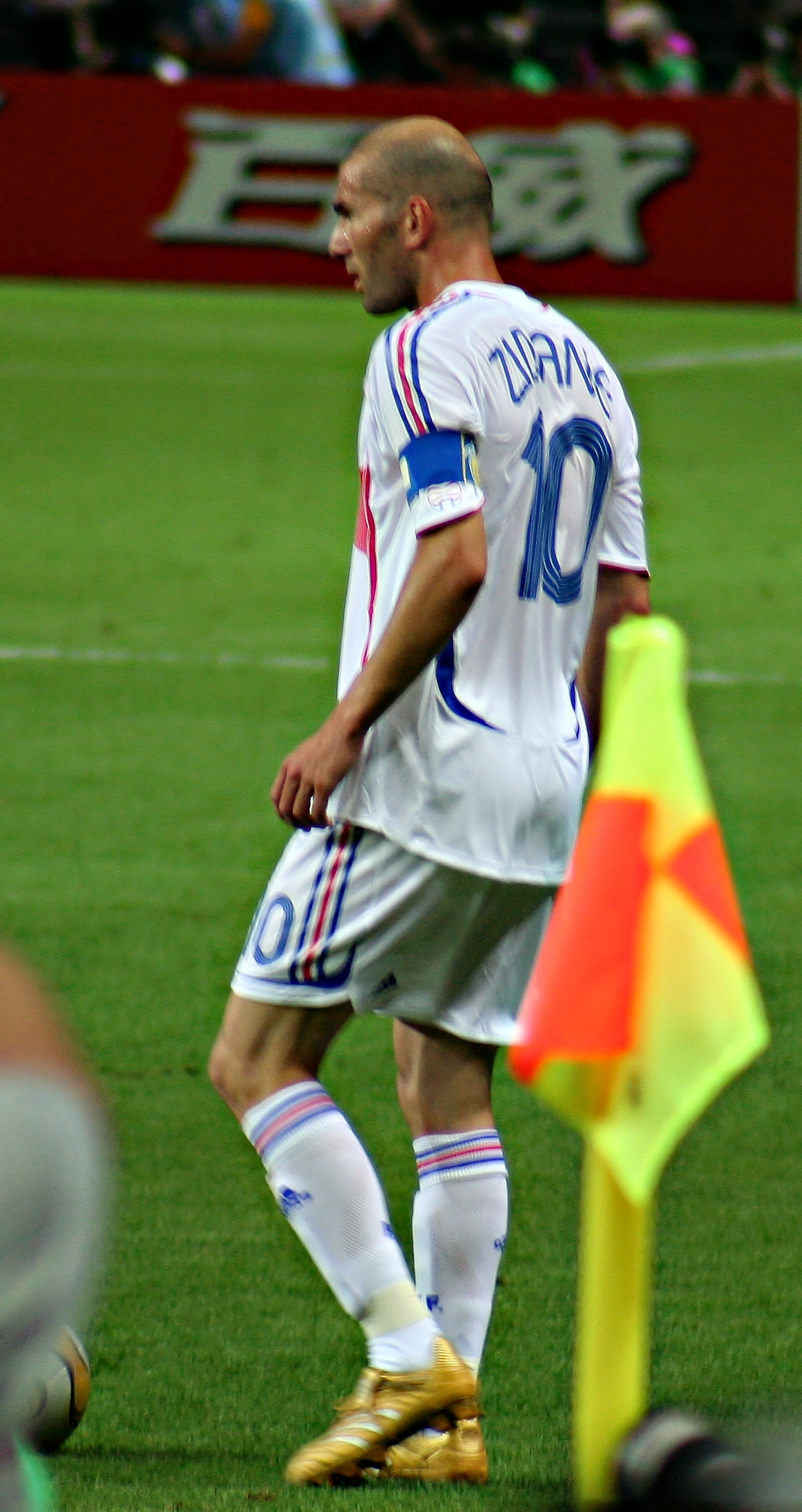
2006년 FIFA 월드컵의 지네딘 지단

프랑스는 이어지는 주요 대회에서 이전의 성공을 반복해 내지 못했다. 비록 프랑스는 2001년 FIFA 컨페더레이션스컵 정상에 올랐으나, 2002년 FIFA 월드컵에서 충격적인 무득점 1라운드 탈락을 경험한 것이다. 즉, 프랑스는 이 대회에 처녀 출전한 세네갈에게 개막전에서 0-1로 패배하면서 FIFA 월드컵 역사상 가장 충격적인 결과를 낸 데 이어, 우루과이와의 2차전에서 0-0 무승부, 덴마크와의 3차전에서 0-2로 패배하는 졸전을 거듭한 끝에 1950년의 이탈리아와 1966년의 브라질의 뒤를 이어 1라운드에서 탈락한 FIFA 월드컵 세번째 전대회 챔피언으로 목록에 올랐다. 그리고, 그 후로 2010년에 이탈리아가 한번 더, 2014년에는 스페인이 이 목록에 등재되었다.
프랑스가 대회에서 조 최하위로 탈락하자, 르메르가 자리했던 사령탑은 자크 상티니가 차지했다. 다시 힘을 회복한 프랑스는 UEFA 유로 2004를 인상적으로 시작했으나, 결국 8강에서 나중에 우승을 차지할 그리스에게 무기력하게 패해 떨어졌다. 상티니 감독이 사임하자 레이몽 도메네크가 그를 대신하게 되었다. 프랑스는 2006년 FIFA 월드컵 예선 초반에 부진한 행보를 보였다. 그 결과, 도메네크는 전 국가대표 선수들에게 국가대표팀 은퇴를 번복하고 본선행을 도와달라고 설득했고, 이는 예선 최종전에서 키프로스를 상대로 4-0으로 이기면서 달성되었다. 2006년 FIFA 월드컵에서 프랑스는 조2위로 16강에 올라 이후 16강서 스페인, 8강서 브라질, 준결승서 포르투갈을 차례로 제압하고 조별 리그에서부터 무패로 결승전까지 올라갔다. 프랑스는 결승전에서 이탈리아를 상대했고, 연장전에서 논란의 신경전 끝에 지네딘 지단이 퇴장 당했고, 결승골 득점에는 실패했으며, 이탈리아를 상대로 선제골을 넣었우나 이후 이탈리아의 마테라치에 동점골을 먹혀 1-1로 연장전을 마무리해 이후 이탈리아에게 승부차기에서 3-5로 패해 2006년 FIFA 월드컵 우승에 실패했다.
프랑스는 UEFA 유로 2008의 예선전에서 우수한 활약을 펼쳤고, 스코틀랜드전 2패에도 불구하고 무난히 본선행에 올랐다. 프랑스는 죽음의 조 (네덜란드와 이탈리아를 포함한 조)에서 탈락해 1라운드만에 퇴장했다. 전 대회 FIFA 월드컵 예선전처럼, 2010년 FIFA 월드컵 예선전도 프랑스는 실망스럽게 시작해 참사에 가까운 패배와 예기치 못한 승리를 거두었다. 결국 프랑스는 조에서 2위를 차지해 아일랜드와 남아프리카 공화국 본선행을 가지고 UEFA 플레이오프에서 경합했다. 1차전에서, 프랑스는 아일랜드를 1-0으로 이기고, 2차전에서 논란의 상황 끝에 1-1로 비겨 FIFA 월드컵 본선에 안착했다.
2010년 FIFA 월드컵 본선에서도, 프랑스는 기대에 부응하지 못한 모습을 보이며 1라운드에서 탈락했고, 공공적으로 국가대표팀은 부정적인 평을 받아 프랑스 복귀 이후에도 더 많은 파장이 불어왔다. 대회 도중, 멕시코에게 0-2로 패하자 스트라이커 니콜라 아넬카가 레이몽 도메네크 국가대표팀 감독과의 언쟁 끝에 국가대표팀에서 쫓겨났다. 아넬카와 선수들, 코칭스태프, 협회간의 불화로 인해, 선수들은 조별 리그 최종전을 앞두고 훈련을 단체 거부하는 사태가 나기도 했다. 훈련 거부 사태의 여파로, 로슬린 바슐로 체육 장관은 선수들에게 "프랑스의 치욕적인 FIFA 월드컵을 A조 조별 리그 최종전 전날의 감정적인 연설과 분루로 바꾸었다"라며 선수들을 꾸짖었다. 프랑스는 개최국 남아프리카 공화국과의 최종전에서 1-2로 패배해 결국 1라운드에서 탈락하고 말았다. 프랑스가 1라운드에서 탈락한 날, 니콜라 사르코지 프랑스 대통령이 다수 언론을 통해 티에리 앙리 주장의 요청에 따라 그와 만나 국가대표팀과 연관된 사건들에 대해 토론해 볼 것이라 보도되었다. FIFA 월드컵 대회 종료 후, 장피에르 에스칼레트 협회 회장이 사임했다.
이미 경질이 확정된 도메네크의 후임은 전 국가대표 로랑 블랑으로 확정되었다. 2010년 7월 23일, 블랑 감독의 요청에 따라, 협회는 노르웨이와의 친선경기를 앞두고 FIFA 월드컵에 참가했던 23명의 선수에게 모두 징계가 내려졌다. 8월 6일, 5명의 선수가 2010년 FIFA 월드컵 훈련 불참 사태의 주모자인 것으로 밝혀졌고, 그에 따른 징계가 내려졌다.

## 홈구장
프랑스의 초창기에 국립경기장으로 파리의 파르크 데 프랭스와 콜롱브의 스타드 올랭피크 이브-뒤-마누아르를 번갈아 사용하였다. 프랑스는 스타드 페르싱, 스타드 드 파리, 그리고 스타드 뷔팔로에서도 홈경기를 간혹 주최하기도 하였다. 시대가 흐르면서, 프랑스는 낭트의 소팽, 마르세유의 스타드 벨로드롬, 그리고 리옹의 스타드 드 젤랑 등 파리 외 도시에서도 국가대표팀 경기를 개최하기 시작하였다.
1972년, 파르크 데 프랭스는 리모델링을 통해 파리의 최대 경기장으로 발돋움했고, 프랑스는 이 구장을 정식 홈구장으로 활용하였다. 프랑스 국가대표팀은 FIFA 월드컵과 UEFA 유럽 축구 선수권 대회 예선전 경기들 중 중요도가 떨어지는 경기들을 여전히 이곳에서 치르곤 한다. 프랑스 국가대표팀은 해외 영토에서 홈경기를 두번 열었는데, 한번은 2005년에 마르티니크 포르-드-프랑스에서 코스타리카를, 2010년에는 레위니옹 생드니에서 중국을 상대하였으며, 이 두 경기 모두 친선전이었다.
1998년 FIFA 월드컵을 앞둔 1998년, 스타드 드 프랑스가 프랑스 국립경기장으로 개장하였다. 파리 교외의 생드니에 위치한 경기장은 81,338명을 수용 가능한 전좌석 구장이다. 프랑스가 이곳에서 치른 첫 경기는 1998년 1월 28일에 열린 스페인전이었다. 프랑스는 이 경기에서 지네딘 지단의 결승골로 1-0으로 이겼다. 이 경기 이후로, 프랑스는 대부분 홈경기를 이곳에서 치렀다.
홈경기나 원정경기 직전, 국가대표팀은 클레르퐁텐-앙-이블린에 위치한 클레르퐁텐 단지에서 훈련에 임한다. 클레르퐁텐은 국립 축구 단지로 국내 12개의 엘리트 단지들 중 하나이다. 이 단지는 1976년, 페르낭 사스트르 전 협회장에 의해 개설되었고, 1988년에 공식적으로 개장되었다. 이 단지는 프랑스 국가대표팀이 1998년 FIFA 월드컵을 우승할 당시 사용했던 거처로써 그 시기를 기점으로 언론의 주목 대상이 되었다.

## 팀 이미지

### 유니폼

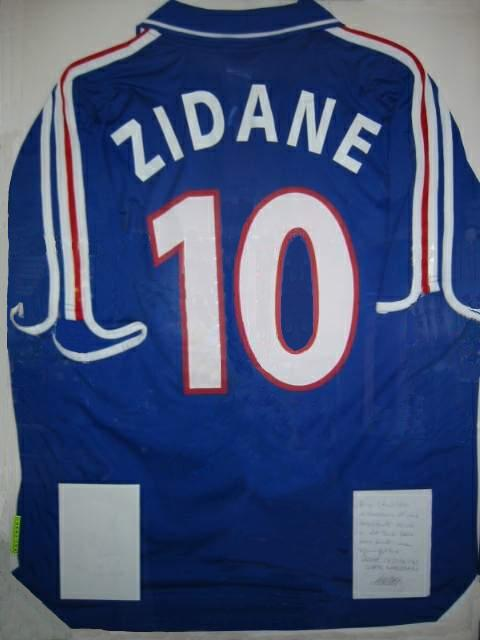
아디다스가 UEFA 유로 2000 당시 제작한 지네딘 지단의 10번 유니폼.

프랑스 축구 국가대표팀은 청색, 백색, 그리고 적색을 조합한 삼색의 조합을 사용한다. 국가대표팀의 3색은 프랑스 국기인 삼색기 (drapeau tricolore)에서 유래하였다. 프랑스는 1904년, 벨기에와의 첫 국제경기를 기점으로 사용하면서 유니폼에 특색을 입혔다. 첫 경기를 시점으로, 프랑스는 홈경기에서 대체로, 청색 상의, 백색 하의, 그리고 적색 양말을 사용하였고, 원정에서는 상, 하의, 양말이 모두 백색인 유니폼을 사용하거나, 적색 상의, 청색 하의, 그리고 청색 양말을 사용했는데, 원정 유니폼으로는 전자의 조합이 더 자주 사용되었다. 마르 델 플라타에서 열린 헝가리와의 1978년 FIFA 월드컵 경기를 앞두고 두 팀이 백색 유니폼을 준비해 에스타디오 호세 마리아 미네야에 감에 따라, 프랑스는 킴벨리의 녹백 줄무늬 유니폼을 빌려 사용하였다.
1966년부터, 프랑스는 1971년까지 르꼬끄 스포르티브의 유니폼을 착용했었다. 1972년, 프랑스는 독일 스포츠 용품 회사 아디다스와 유니폼 계약을 맺었다. 이어지는 38년간 프랑스와 아디다스는 돈독한 파트너십을 구축하였는데, 이 기간 동안 프랑스는 UEFA 유로 1984, 1998년 FIFA 월드컵, 그리고 UEFA 유로 2000에서 유명한 아디다스의 삼색 삼선이 새겨진 유니폼을 입을 우승을 거두었다. 2006년 FIFA 월드컵에서, 프랑스는 결승전까지 포함해 4차례의 토너먼트전에서 상, 하의, 양말이 모두 백색인 원정 유니폼 (상의에 삼색기 그라데이션이 새겨짐) 을 착용하였다. 2008년 2월 22일, 프랑스 축구 연맹은 아디다스와의 파트너십을 종료하고 2011년 1월 1일부터 미국 스포츠 용품회사 나이키와 계약한다고 발표했다. 계약금액은 역대 최고인 €320M으로 7년간 (2011년 1월 1일부터 2018년 7월 9일까지) 유효하다.
프랑스의 나이키 계약은 국가대표팀의 청색 유니폼을 축구 역사상 최고액의 유니폼 기록을 지니게 되었다. 나이키가 제작한 유니폼을 착용하고 임한 프랑스 국가대표팀의 역사상 첫 주요대회는 UEFA 유로 2012이였으며, 홈 유니폼은 상, 하의, 양말이 모두 암청색이고, 금색 등번호가 새겨져 있었다. 2013년 2월, 나이키는 상, 하의, 양말이 모두 연청색인 원정 유니폼을 공개하였다.

#### 킷 스폰서
| 기간      | 킷 스폰서         |
| --------- | ----------------- |
| 1966–1971 | 르꼬끄 스포르티브 |
| 1972–2010 | 아디다스          |
| 2011–현재 | 나이키            |

#### 유니폼 변천사
위키미디어 공용에 프랑스 축구 국가대표팀 유니폼 관련 미디어 자료가 있습니다.

### 별칭
프랑스는 언론과 팬들에 의해 흔히 청색 군단 (Les Bleus)으로 지칭되며, 국제대회에 참가하며 청색 유니폼이 조합된 모든 프랑스 스포츠 국가대표팀의 별칭으로 사용된다. 국가대표팀은 삼색기 (Les Tricolores) 나 삼색기 군단 (L'Equipe Tricolore) 으로도 불리는데, 자국 국기 색상인 청색, 백색, 그리고 적색을 사용하는 데에서 유래되었다. 1980년대에 프랑스는 미셸 플라티니가 지휘하는 "마법의 사각형" (carré magique) 에 대한 찬사로 "유럽의 브라질"로도 불리었다. 미셸 이달고 감독의 지휘 하에, 프랑스는 남아메리카의 비교대상이 되는 팀과 같은 영감을 주고, 우아하며, 기술적이며, 기술적으로 진보된 공격적 축구를 보여 주기도 했다.

### 다인종 프랑스를 대표하며
프랑스 국가대표팀은 오랜 기간 동안 자국의 다인종성을 반영해왔다. 국가대표팀에서 활약한 최초의 아프리카계 선수는 1931년의 라울 디아뉴였다. 디아뉴는 최초의 아프리카계 프랑스 하원 의원인 블레즈 디아뉴의 아들이었다. 7년 후, 디아뉴는 압델카델 벤 부알리, 미셸 브뤼소와 함께 1938년 FIFA 월드컵에 같이 참가하였는데, 벤 부알리와 브뤼소는 국가대표팀에서 활약한 최초의 북아프리카계 선수들이었다. 준결승까지 올랐던 1958년 FIFA 월드컵의 프랑스 선수단에는 레몽 코파, 쥐스트 퐁텐, 로제 피앙토니, 마량 위스니에스키, 그리고 베르나르 시아레이 등 다수의 이주민 자손들이 국가대표팀의 선전에 혁혁한 공을 세웠다. 미셸 플라티니, 장 티가나, 마뉘엘 아모로스, 에리크 캉토나, 지네딘 지단, 파트리크 비에이라, 다비드 트레제게, 티에리 앙리, 클로드 마켈렐레, 사미르 나스리, 아템 벤 아르파, 그리고 카림 벤제마 등 최소한 한쪽의 부모가 외국인인 프랑스 선수들이 성공을 거두면서 다인종 국가대표의 전통을 이어나갔다.
1990년대에 프랑스 국가대표팀은 자국의 다인종 표본으로 전국에 비추어졌다. 1998년 FIFA 월드컵 우승을 거둔 프랑스 국가대표팀은 "프랑스 문화"의 사회적 통합에 관한 전망에 있어 자긍심을 고무시킨 것에 자축하였고, 찬사를 받았다. 당시 선수단에 이름을 올린 22명의 선수들은 아르메니아, 알제리, 과들루프, 뉴 칼레도니아, 아르헨티나, 가나, 세네갈, 이탈리아, 프랑스령 기아나, 포르투갈, 그리고 마르티니크가 있었고, 주축 선수인 지네딘 지단의 경우에는 알제리계 이민자 부모를 둔 마르세유 출신이었다.
다인종 팀을 꾸리는 것은 한때 논란의 대상이기도 하였다. 근래 극우전선에 의하면 프랑스 백인들이 인종적 비율에 비해 대표 수가 적다고 발언하면서 수면 위로 올라왔다. 국민전선의 정치인 장마리 르 펜은 1998년에 월드컵을 우승한 흑인, 아랍인으로 구성된 팀은 충분히 프랑스스럽지 못하다고 선동하기도 했다. 2002년, 가나 출신의 마르셀 드사이의 지휘 하에 프랑스 국가대표팀은 공개적으로 프랑스 유권자들에게 르 펜의 당선을 막고 자크 시라크 대통령을 밀어달라고 한 목소리를 내기도 했다. 2006년, 르 펜은 레몽 도메네크가 흑인, 아랍인을 너무 많이 발탁한 것에 대해 선동질을 계속하였다. 2005년, 유대인 혈통의 보수주의 프랑스 기자 알랭 핑키엘크로는 이스라엘 신문 하러츠(Haaretz) 에 "프랑스 국가대표팀은 사실 흑인 투성이다"라고 사설을 투고한데 이어 "그로 인해 프랑스는 유럽을 우습게 보았다" 라고 덧붙이기까지 했다. 그는 나중에 자신의 사설이 누구에 피해를 줄 생각이 없었다고 사죄하는데 이르었다.
대중과 팀간의 사회적-인종적 분열은 2010년 FIFA 월드컵 기간에 들어 절정에 치닫았다. 국가대표팀은 본선에 진출하였으나, 그 과정에서 주장인 티에리 앙리가 손을 사용해 윌리암 갈라스의 골을 유도했다. 남아프리카 공화국에 도착한 후, 국가대표팀은 처음 두 경기에서 득점하는데 실패하였고, 개최국 남아프리카 공화국과의 대결에서 승리하는 방법 외에는 16강 진출 방법이 남지 않게 되었다. 결국, 선수들은 니콜라 아넬카 사태에 대한 잘못된 대응으로 태업을 벌이게 되었다. 아넬카는 퇴출되면서 언론에 부적절한 발언을 한 것이 언론에 밝혀졌다. 선수들은 그의 말이 틀렸으며, 코칭스태프로부터 고발 용의자, 언론, 그리고 협회를 비난하였다. 훈련 대신에 레몽 도메네크 감독은 방송을 통해 선수들의 진정서를 낭독하였고, 기자들을 충격에 빠트렸다. 친 사르코지 정치 인사들은 반란을 불복적 행위, 선수들을 불한당으로 묘사하기에 이르었고, 발언은 인종적인 연관이 있는 것이 명백했다.
국가대표팀이 프랑스가 식민지 지배의 과거를 너머 소수를 융합하는데 끼친 영향에 대한 의견이 엇갈렸다. 2001년, 프랑스는 알제리를 상대로 1998년 FIFA 월드컵 우승의 성지인 스타드 드 프랑스에서 친선전을 벌였었다. 이는 1954년과 1962년 사이에 전쟁을 벌였던 나라이자, 과거 식민지로 지배했던 국가와의 첫 만남이었고, 결국 경기는 논란의 도마에 오르기까지 했다. 경기 전의 프랑스 국가 라 마르세예즈(La marseillaise) 가 연주되는 와중에 알제리 팬들이 야유를 퍼부었고, 후반전에 프랑스가 4-1로 앞서나가는 골이 터지자, 관중이 난입하였고, 경기가 중단되었다. 경기는 다시 재개되지 않았다.
2011년 4월, 프랑스의 수사 웹사이트인 메디아파르 (Mediapart)는 프랑스 축구 협회가 비밀리에 쿼터제를 도입해 국가 단지 입소하는 이중국적 선수들의 수 제한을 추진할 계획이라고 폭로하였다. FFF의 성인 대표 수치에 따르면, 협회는 12-13세 연령대의 이중국적 선수들을 30%까지 제한하기를 원한다고 말하였다. FFF는 웹사이트에 "위원회의 누구도 승인하거나 단지 입소 쿼터제를 승인한다는 의견을 내지 않았다"라고 메디아파르의 발표 내용을 부인하는 공식 선언문을 발표해 대응하였다. 협회는 이 사태에 대한 정밀조사를 추진하였고, 그 결과, 프랑수아 블라콰르 국가 기술 디렉터가 수사 결과에 따라 직위가 정지될 수도 있게 되었다. 릴리앙 튀람 전 국가대표팀 선수는 주장에 대해 "저는 이것이 농담이었다고 생각했습니다. 저는 망연자실해서 무슨 말을 할지 모르겠습니다."라고 표의하였고, 파트리크 비에이라는 주장은 로랑 블랑이 낸 것이며 회의는 "심각하고 수치스럽다"고 주장하였다. 프랑스 정부 또한 이 문제에 큰 관심을 가졌는데, 니콜라 사르코지 대통령은 "진심으로 어느 형태의 쿼터제든 반대한다." 라고 발언하였고, "쿼터제 실행은 공화국의 종말이 될 것이다." 라고 덧붙였다. 수사 후, 블랑은 무죄로 밝혀졌다.

### 중계권
국가대표팀은 현재 프랑스의 민영 텔레비전 채널 TF1을 운영하는 그루프 TF1과 계약되어 있다. 기존 계약은 2010년 FIFA 월드컵에 만료될 예정이었다. 2009년 12월 18일, 프랑스 축구 협회의 위원회에서 TF1과의 독점 계약 기간을 연장하기로 합의를 보았다. 새 계약의 조항에 따라, TF1은 2010년 8월부터 2014년 6월까지 4년간의 친선경기와 국제대회를 포함한 국가대표팀 경기 중계권을 획득하게 되었다. TF1은 인터넷 상과 주간 프로그램인 텔레푸트에서 국가대표팀의 시각적 방송 권한도 얻어냈다. 협회는 연간 €45M의 수입을 확보하게 되었는데, 이는 전의 2006년 계약에서 확보했던 €55M보다 €10M이 적은 금액이었다.

## 코칭스태프

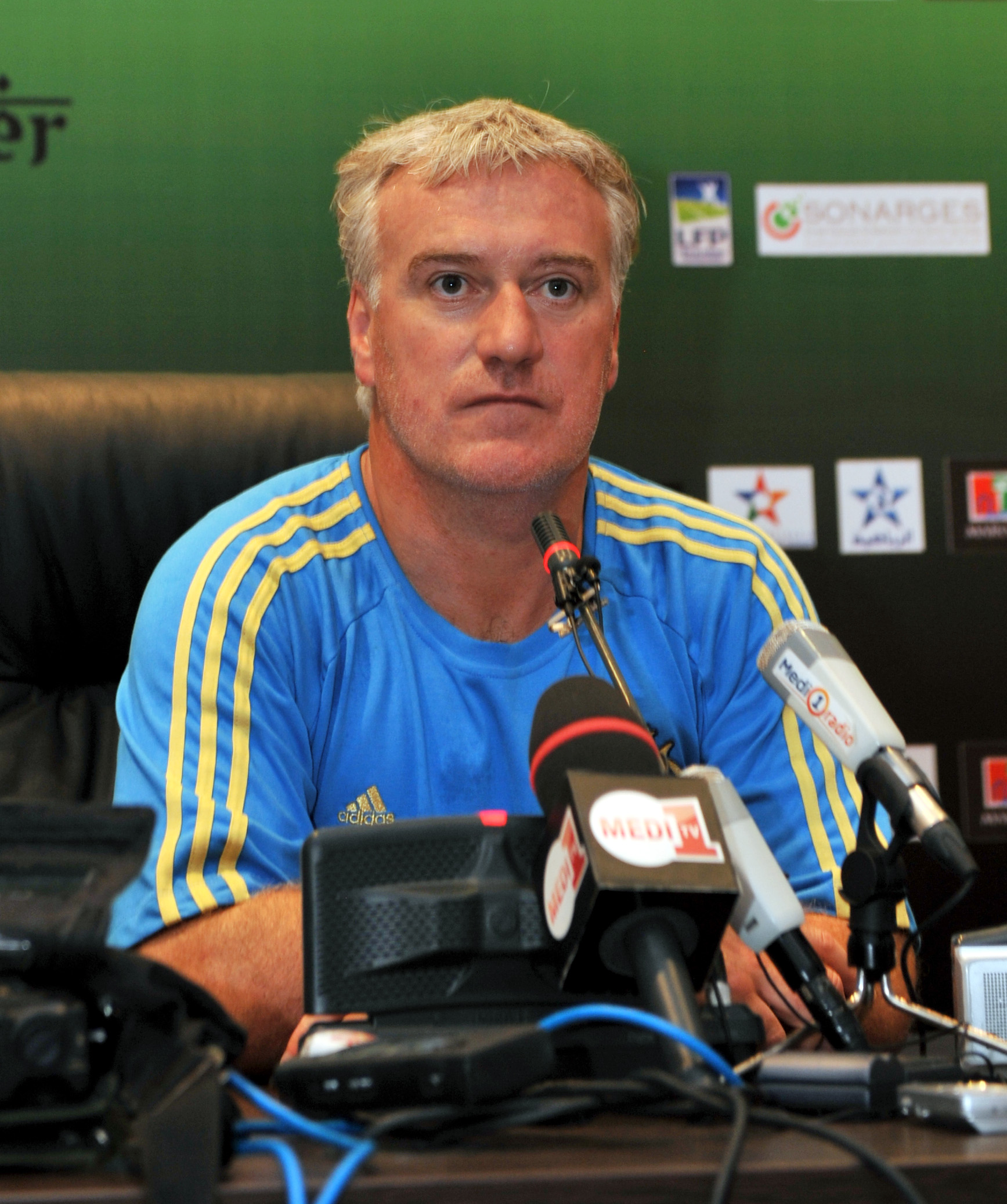
현재 프랑스 국가대표팀 감독직은 디디에 데샹이 맡고 있다.

2012년 8월 12일 기준.
| 지위        | 성명                |
| ----------- | ------------------- |
| 감독        | 디디에 데샹         |
| 수석 코치   | 기 스테팡           |
| 골키퍼 감독 | 프랑크 라비오       |
| 팀 닥터     | 프랑크 르 갈        |
| 접골사      | 장-이브 방드와유    |
| 물리치료사  | 크리스토프 조프로이 |
| 물리치료사  | 티에리 로랑         |

### 역대 감독
| 감독                    | 임기      | 전 | 승 | 무 | 패 | 승률 (%) |
| ----------------------- | --------- | -- | -- | -- | -- | -------- |
| 앙리 게랭               | 1964–1966 | 15 | 5  | 4  | 6  | 33.3     |
| 호세 아리바스 장 스넬라 | 1966      | 4  | 2  | 0  | 2  | 50.0     |
| 쥐스트 퐁텐             | 1967      | 2  | 0  | 0  | 2  | 0.0      |
| 루이 뒤고게             | 1967–1968 | 9  | 2  | 3  | 4  | 22.2     |
| 조르주 불로뉴           | 1969–1973 | 31 | 15 | 5  | 11 | 48.4     |
| 슈테판 코바치           | 1973–1975 | 15 | 6  | 4  | 5  | 40.0     |
| 미셸 이달고             | 1976–1984 | 75 | 41 | 16 | 18 | 54.7     |
| 앙리 미셸               | 1984–1988 | 36 | 16 | 12 | 8  | 44.4     |
| 미셸 플라티니           | 1988–1992 | 29 | 16 | 8  | 5  | 55.2     |
| 제라르 울리에           | 1992–1993 | 12 | 7  | 1  | 4  | 58.3     |
| 에메 자케               | 1994–1998 | 53 | 34 | 16 | 3  | 64.2     |
| 로제 르메르             | 1998–2002 | 53 | 34 | 11 | 8  | 64.2     |
| 자크 상티니             | 2002–2004 | 28 | 22 | 4  | 2  | 78.6     |
| 레이몽 도메네크         | 2004–2010 | 79 | 41 | 24 | 14 | 51.9     |
| 로랑 블랑               | 2010–2012 | 27 | 16 | 7  | 4  | 59.3     |
| 디디에 데샹             | 2012–     | 35 | 20 | 8  | 7  | 57.1     |

이탤릭체로 쓰여진 감독은 대행 감독이다

## 선수단

### 현재 선수 명단
다음 23인의 선수들은 2024년 10월 10일, 14일  이스라엘과  벨기에와의 2024-25년 UEFA 네이션스리그에 참가하는 선수 명단이다.
출전 횟수와 득점 수는 2024년 9월 9일  벨기에와의 경기 이후를 기준으로 되어 있다.
| 번호 | 위치 | 선수                | 생년월일 (나이)        | 출전 | 득점 | 소속                |
| ---- | ---- | ------------------- | ---------------------- | ---- | ---- | ------------------- |
|      | GK   | 마이크 메냥         | 1995년 7월 3일(30세)   | 24   | 0    | AC 밀란             |
|      | GK   | 알퐁스 아레올라     | 1993년 2월 27일(32세)  | 5    | 0    | 웨스트햄 유나이티드 |
|      | GK   | 브리스 삼바         | 1994년 4월 26일(31세)  | 3    | 0    | 랑스                |
|      |      |                     |                        |      |      |                     |
|      | DF   | 뤼카 디뉴           | 1993년 7월 20일(32세)  | 47   | 0    | 애스턴 빌라         |
|      | DF   | 쥘 쿤데             | 1998년 11월 12일(26세) | 36   | 0    | 바르셀로나          |
|      | DF   | 테오 에르난데스     | 1997년 10월 6일(27세)  | 34   | 2    | AC 밀란             |
|      | DF   | 다요 우파메카노     | 1998년 10월 27일(26세) | 27   | 2    | 바이에른 뮌헨       |
|      | DF   | 윌리암 살리바       | 2001년 3월 24일(24세)  | 23   | 0    | 아스널              |
|      | DF   | 이브라히마 코나테   | 1999년 5월 25일(26세)  | 17   | 0    | 리버풀              |
|      | DF   | 조나탕 클로스       | 1992년 9월 25일(32세)  | 14   | 2    | 니스                |
|      | DF   | 웨슬리 포파나       | 2000년 12월 17일(24세) | 1    | 0    | 첼시                |
|      |      |                     |                        |      |      |                     |
|      | MF   | 오렐리앵 추아메니   | 2000년 1월 27일(25세)  | 36   | 3    | 레알 마드리드       |
|      | MF   | 유수프 포파나       | 1999년 1월 10일(26세)  | 23   | 3    | AC 밀란             |
|      | MF   | 에두아르도 카마빙가 | 2002년 11월 10일(22세) | 21   | 1    | 레알 마드리드       |
|      | MF   | 마테오 겐두지       | 1999년 4월 14일(26세)  | 9    | 1    | 라치오              |
|      | MF   | 워렌 자이르에메리   | 2006년 3월 8일(19세)   | 4    | 1    | 파리 생제르맹       |
|      | MF   | 마누 코네           | 2001년 5월 17일(24세)  | 2    | 0    | 로마                |
|      |      |                     |                        |      |      |                     |
|      | FW   | 우스만 뎀벨레       | 1997년 5월 15일(28세)  | 51   | 6    | 파리 생제르맹       |
|      | FW   | 마르퀴스 튀람       | 1997년 8월 6일(27세)   | 26   | 2    | 인테르나치오날레    |
|      | FW   | 랑달 콜로 무아니    | 1998년 12월 5일(26세)  | 23   | 6    | 파리 생제르맹       |
|      | FW   | 크리스토페르 은쿤쿠 | 1997년 11월 14일(27세) | 10   | 0    | 첼시                |
|      | FW   | 브래들리 바르콜라   | 2002년 9월 2일(22세)   | 7    | 1    | 파리 생제르맹       |
|      | FW   | 마이클 올리스       | 2001년 12월 12일(23세) | 2    | 0    | 바이에른 뮌헨       |

### 최근 차출된 선수 명단
아래 명단은 최근 12달 이내에 프랑스 축구 국가대표팀에 소집된 적 있는 선수들의 명단이다.
| 위치 | 선수                 | 생년월일 (나이)        | 출전 | 득점 | 소속                | 최근 소집                      |
| ---- | -------------------- | ---------------------- | ---- | ---- | ------------------- | ------------------------------ |
| DF   | 로이크 바데          | 2000년 4월 11일(25세)  | 0    | 0    | 세비야              | 2024년 9월 9일, 벨기에전       |
| DF   | 페를랑 멘디          | 1995년 6월 8일(30세)   | 10   | 0    | 레알 마드리드       | 2024년 9월 6일, 이탈리아전부상 |
| DF   | 뱅자맹 파바르        | 1996년 3월 28일(29세)  | 54   | 5    | 인테르나치오날레    | UEFA 유로 2024                 |
| DF   | 루카스 에르난데스    | 1996년 2월 14일(29세)  | 37   | 0    | 파리 생제르맹       | 2024년 3월 26일, 칠레전        |
| DF   | 악셀 디사시          | 1998년 3월 11일(27세)  | 5    | 0    | 첼시                | 2023년 11월 21일, 그리스전     |
| DF   | 장클레르 토디보      | 1999년 12월 30일(25세) | 2    | 0    | 웨스트햄 유나이티드 | 2023년 11월 21일, 그리스전     |
| DF   | 말로 귀스토          | 2003년 5월 19일(22세)  | 1    | 0    | 첼시                | 2023년 10월 17일, 스코틀랜드전 |
| DF   | 카스텔로 뤼케바      | 2002년 12월 17일(22세) | 1    | 0    | RB 라이프치히       | 2023년 10월 17일, 스코틀랜드전 |
|      |                      |                        |      |      |                     |                                |
| MF   | 은골로 캉테          | 1991년 3월 29일(34세)  | 63   | 2    | 알이티하드          | 2024년 9월 9일, 벨기에전       |
| MF   | 아드리앵 라비오      | 1995년 4월 3일(30세)   | 48   | 4    | 마르세유            | UEFA 유로 2024                 |
| MF   | 부바카르 카마라      | 1999년 11월 23일(25세) | 5    | 0    | 애스턴 빌라         | 2023년 11월 21일, 그리스전     |
| MF   | 케프렌 튀람          | 2001년 3월 26일(24세)  | 1    | 0    | 유벤투스            | 2023년 11월 21일, 그리스전     |
|      |                      |                        |      |      |                     |                                |
| FW   | 킬리안 음바페 (주장) | 1998년 12월 20일(26세) | 86   | 48   | 레알 마드리드       | 2024년 9월 9일, 벨기에전       |
| FW   | 앙투안 그리즈만은퇴  | 1991년 3월 21일(34세)  | 137  | 44   | 아틀레티코 마드리드 | 2024년 9월 9일, 벨기에전       |
| FW   | 올리비에 지루은퇴    | 1986년 9월 30일(38세)  | 137  | 57   | 로스앤젤레스 FC     | UEFA 유로 2024                 |
| FW   | 킹슬레 코망          | 1996년 6월 13일(29세)  | 57   | 8    | 바이에른 뮌헨       | UEFA 유로 2024                 |
| FW   | 무사 디아비          | 1999년 7월 7일(26세)   | 11   | 0    | 알이티하드          | 2024년 3월 26일, 칠레전        |

범례
정지: 출전 정지 

부상: 소집 당시 또는 소집 이후 부상으로 선수단에서 제외 

기타: 소집 당시 또는 소집 이후 개인적인 사유로 인해 선수단에서 제외 

은퇴: 국가대표팀 은퇴 

예비: 국가대표팀 소집 예비 명단에 포함되었으나 최종 선발 탈락 

### 역대 국제대회 스쿼드
| FIFA 월드컵 스쿼드 - 1930년 FIFA 월드컵 스쿼드 - 1934년 FIFA 월드컵 스쿼드 - 1938년 FIFA 월드컵 스쿼드 - 1954년 FIFA 월드컵 스쿼드 - 1958년 FIFA 월드컵 스쿼드 - 1966년 FIFA 월드컵 스쿼드 - 1978년 FIFA 월드컵 스쿼드 - 1982년 FIFA 월드컵 스쿼드 - 1986년 FIFA 월드컵 스쿼드 - 1998년 FIFA 월드컵 스쿼드 - 2002년 FIFA 월드컵 스쿼드 - 2006년 FIFA 월드컵 스쿼드 - 2010년 FIFA 월드컵 스쿼드 - 2014년 FIFA 월드컵 스쿼드 - 2018년 FIFA 월드컵 스쿼드 - 2022년 FIFA 월드컵 스쿼드 | UEFA 유럽 축구 선수권 대회 스쿼드 - UEFA 유로 1960 스쿼드 - UEFA 유로 1984 스쿼드 - UEFA 유로 1992 스쿼드 - UEFA 유로 1996 스쿼드 - UEFA 유로 2000 스쿼드 - UEFA 유로 2004 스쿼드 - UEFA 유로 2008 스쿼드 - UEFA 유로 2012 스쿼드 - UEFA 유로 2016 스쿼드 - UEFA 유로 2020 스쿼드 - UEFA 유로 2024 스쿼드 | FIFA 컨페더레이션스컵 스쿼드 - 2001년 컨페더레이션스컵 스쿼드 - 2003년 컨페더레이션스컵 스쿼드 |

## 결과 및 일정

### 2022년
| 2022년 FIFA 월드컵 2022년 11월 22일 | 프랑스                                  | 4 – 1 | 오스트레일리아 | 카타르, 알와크라                                            |  |  |
| 22:00 (UTC+3)                       | 라비오 27′ · 지루 32′, 71′ · 음바페 68′ |       | 굿윈 9′        | 경기장: 알자누브 스타디움 관중 수: 40,875 심판: 빅터 고메스 |  |  |
|                                     |                                         |       |                |                                                             |  |  |

| 2022년 FIFA 월드컵 2022년 11월 26일 | 프랑스          | 2 – 1 | 덴마크            | 카타르, 도하                                                 |  |  |
| 19:00 (UTC+3)                       | 음바페 61′, 86′ |       | A. 크리스텐센 68′ | 경기장: 스타디움 974 관중 수: 42,860 심판: 시몬 마르치니아크 |  |  |
|                                     |                 |       |                   |                                                              |  |  |

| 2022년 FIFA 월드컵 2022년 11월 30일 | 튀니지     | 1 – 0 | 프랑스 | 카타르, 알라이얀                                                 |  |  |
| 18:00 (UTC+3)                       | 카즈리 58′ |       |        | 경기장: 에듀케이션 시티 스타디움 관중 수: 43,627 심판: 매슈 콩거 |  |  |
|                                     |            |       |        |                                                                  |  |  |

| 2022년 FIFA 월드컵 16강 2022년 12월 4일 | 프랑스                       | 3 – 1 | 폴란드                      | 카타르, 도하                                                    |  |  |
| 18:00 (UTC+3)                           | 지루 44′ · 음바페 74′, 90+1′ |       | 레반도프스키 90+9′ (페널티) | 경기장: 알투마마 경기장 관중 수: 40,989 심판: 헤수스 발렌수엘라 |  |  |
|                                         |                              |       |                             |                                                                 |  |  |

| 2022년 FIFA 월드컵 8강 2022년 12월 10일 | 잉글랜드               | 1 - 2 | 프랑스                                    | 카타르, 알코르                                  |  |  |
| 22:00 (UTC+3)                           | 해리 케인 54′ (페널티) |       | 17′ 오렐리앵 추아메니 · 78′ 올리비에 지루 | 경기장: 알베이트 스타디움 심판: 위우통 삼파이우 |  |  |
|                                         |                        |       |                                           |                                                 |  |  |

| 2022년 FIFA 월드컵 4강 2022년 12월 14일 | 프랑스                             | 2 - 0 | 모로코 | 카타르, 알코르                                                         |  |  |
| 22:00 (UTC+3)                           | 테오 에르낭데즈 · 랑달 콜로 무아니 |       |        | 경기장: 알베이트 스타디움 관중 수: 68,294 심판: 세사르 아르투로 라모스 |  |  |
|                                         |                                    |       |        |                                                                        |  |  |

| 2022년 FIFA 월드컵 결승전 2022년 12월 18일                             | 아르헨티나                                          | 3 - 3 (연장전) (4 – 2 승부차기)                                           | 프랑스                                         | 카타르, 루사일                                                   |  |  |
| 18:00 (UTC+3)                                                          | 리오넬 메시 23′ (페널티), 109′ · 앙헬 디 마리아 35′ |                                                                           | 킬리앙 음바페 80′ (페널티), 81′, 117′ (페널티) | 경기장: 루사일 국립 경기장 관중 수: 88,966 심판: 시몬 마르치니악 |  |  |
|                                                                        |                                                     | 승부차기                                                                  |                                                |                                                                  |  |  |
| 후축 · 리오넬 메시 · 파울로 디발라 · 레안드로 파레데스 · 곤살로 몬티엘 |                                                     | 선축 · 킬리앙 음바페 · 킹슬리 코망 · 오렐리앵 추아메니 · 랑달 콜로 무아니 |                                                |                                                                  |  |  |
|                                                                        |                                                     |                                                                           |                                                |                                                                  |  |  |

### 2023년
| UEFA 유로 2024 예선 B조 2023년 3월 24일 | 프랑스                                        | 4 – 0 | 네덜란드 | 프랑스, 생드니                                                     |  |  |
| 20:45 (UTC+1)                           | 그리즈만 2′ · 우파메카노 8′ · 음바페 21′, 88′ |       |          | 경기장: 스타드 드 프랑스 관중 수: 77,328 심판: 마우리치오 마리아니 |  |  |
|                                         |                                               |       |          |                                                                    |  |  |

| UEFA 유로 2024 예선 B조 2023년 3월 27일 | 아일랜드 | 0 – 1 | 프랑스     | 아일랜드, 더블린                                                       |  |  |
| 20:45 (UTC+2)                           |          |       | 파바르 50′ | 경기장: 아비바 스타디움 관중 수: 50,219 심판: 아르투르 소아르스 디아스 |  |  |
|                                         |          |       |            |                                                                        |  |  |

| UEFA 유로 2024 예선 B조 2023년 6월 16일 | 지브롤터 | 0 – 3 | 프랑스                                       | 포르투갈, 파루/롤레                                                    |  |  |
| 20:45 (UTC+2)                           |          |       | 지루 3′ · 음바페 45+3′ · 무엘히 78′ (자책골) | 경기장: 이스타디우 알가르브 관중 수: 4,065 심판: 예우헤니 아라노우스키 |  |  |
|                                         |          |       |                                              |                                                                        |  |  |

| UEFA 유로 2024 예선 B조 2023년 6월 19일 | 프랑스              | 1 – 0 | 그리스 | 프랑스, 생드니                                                        |  |  |
| 20:45                                   | 음바페 55′ (페널티) |       |        | 경기장: 스타드 드 프랑스 관중 수: 76,500 심판: 안토니오 마테우 라오스 |  |  |
|                                         |                     |       |        |                                                                       |  |  |

| UEFA 유로 2024 예선 B조 2023년 9월 7일 | 프랑스                  | 2 – 0 | 아일랜드 | 프랑스, 파리                                                   |  |  |
| 20:45                                  | 추아메니 19′ · 튀람 48′ |       |          | 경기장: 파르크 데 프랭스 관중 수: 43,995 심판: 우르스 슈나이더 |  |  |
|                                        |                         |       |          |                                                                |  |  |

| 친선 경기 2023년 9월 12일 | 독일               | 2 – 1 | 프랑스                | 독일, 도르트문트                                                 |  |  |
| 21:00                     | 뮐러 4′ · 자네 87′ |       | 그리즈만 89′ (페널티) | 경기장: 지그날 이두나 파르크 관중 수: 60,486 심판: 앤서니 테일러 |  |  |
|                           |                    |       |                       |                                                                  |  |  |

| UEFA 유로 2024 예선 B조 2023년 10월 13일 | 네덜란드     | 1 – 2 | 프랑스         | 네덜란드, 암스테르담                                               |  |  |
| 20:45                                    | 하르트만 83′ |       | 음바페 7′, 53′ | 경기장: 요한 크라위프 아레나 관중 수: 51,310 심판: 펠릭스 즈와이어 |  |  |
|                                          |              |       |                |                                                                    |  |  |

| 친선 경기 2023년 10월 17일 | 프랑스                                           | 4 – 1 | 스코틀랜드 | 프랑스, 릴                                         |  |  |
| 20:45                      | 파바르 16′, 24′ · 음바페 41′ (페널티) · 코망 70′ |       | 길모어 11′ | 경기장: 스타드 피에르 모루아 심판: 토비아스 슈틸러 |  |  |
|                            |                                                  |       |            |                                                    |  |  |

| UEFA 유로 2024 예선 B조 2023년 11월 18일 | 프랑스 | 14 – 0 | 지브롤터 | 프랑스, 니스                                              |  |  |
| 20:45                                    | 산토스 3′ (자책골) · 튀람 4′ · 자이르에메리 16′ · 음바페 30′ (페널티), 74′, 82′ · 클로스 34′ · 코망 36′, 65′ · 포파나 37′ · 라비오 63′ · 뎀벨레 73′ · 지루 89′, 90+1′ |        |          | 경기장: 알리안츠 리비에라 관중 수: 32,578 심판: 존 브룩스 |  |  |
|                                          | |        |          |                                                           |  |  |

| UEFA 유로 2024 예선 B조 2023년 11월 21일 | 그리스                            | 2 – 2 | 프랑스                       | 그리스, 아테네                                                     |  |  |
| 20:45                                    | 바카세타스 56′ · 이오아디니스 61′ |       | 콜로 무아니 42′ · 포파나 74′ | 경기장: 아야 소피아 스타디움 관중 수: 24,820 심판: 다니엘 지베르트 |  |  |
|                                          |                                   |       |                              |                                                                    |  |  |

### 2024년
| 친선 경기 2024년 3월 23일 | 프랑스 | 0 - 2  | 독일                     | 데신샤르피외, 프랑스                                  |  |  |
| 21:05 UTC+1               |        | 리포트 | 비르츠 1′ · 하베르츠 49′ | 경기장: 파르크 올랭피크 리요네 심판: 헤수스 힐 만사노 |  |  |
|                           |        |        |                          |                                                       |  |  |

| 친선 경기 2024년 3월 26일 | 프랑스                                  | 3 - 2  | 칠레                     | 마르세유, 프랑스                                            |  |  |
| 21:00 UTC+1               | 포파나 18′ · 콜로 무아니 25′ · 지루 72′ | 리포트 | 누녜스 6′ · 오소리오 82′ | 경기장: 스타드 벨로드롬 관중 수: 50,000 심판: 앤서니 테일러 |  |  |
|                           |                                         |        |                          |                                                             |  |  |

| 친선 경기 2024년 6월 5일 | 프랑스                                    | 3 - 0  | 룩셈부르크 | 롱제빌르메스, 프랑스                                            |  |  |
| 21:00 UTC+2              | 콜로 무아니 43′ · 클로스 70′ · 음바페 85′ | 리포트 |            | 경기장: 스타드 상생포리앵 관중 수: 50,000 심판: 라브렌서 피서르 |  |  |
|                          |                                           |        |            |                                                                 |  |  |

| 친선 경기 2024년 6월 9일 | 프랑스 | 0 - 0  | 캐나다 | 보르도, 프랑스                                                      |  |  |
| 21:15 UTC+2              |        | 리포트 |        | 경기장: 누보 스타드 드 보르도 관중 수: 40,835 심판: 파비우 베리시무 |  |  |
|                          |        |        |        |                                                                     |  |  |

| UEFA 유로 2024 조별 리그 2024년 6월 17일 | 오스트리아 | 0 - 1  | 프랑스            | 뒤셀도르프, 독일                                                    |  |  |
| 21:00 UTC+2                              |            | 리포트 | 뵈버 38′ (자책골) | 경기장: 메르쿠어 슈필 아레나 관중 수: 46,425 심판: 헤수스 힐 만사노 |  |  |
|                                          |            |        |                   |                                                                     |  |  |

| UEFA 유로 2024 조별 리그 2024년 6월 21일 | 네덜란드 | 0 - 0  | 프랑스 | 라이프치히, 독일                                          |  |  |
| 21:00 UTC+2                              |          | 리포트 |        | 경기장: 레드불 아레나 관중 수: 38,531 심판: 앤서니 테일러 |  |  |
|                                          |          |        |        |                                                           |  |  |

| UEFA 유로 2024 조별 리그 2024년 6월 25일 | 프랑스              | 1 - 1  | 폴란드                    | 도르트문트, 독일                                                 |  |  |
| 18:00 UTC+2                              | 음바페 56′ (페널티) | 리포트 | 레반도프스키 79′ (페널티) | 경기장: 지그날 이두나 파르크 관중 수: 59,728 심판: 마르코 구이다 |  |  |
|                                          |                     |        |                           |                                                                  |  |  |

| UEFA 유로 2024 16강 2024년 7월 1일 | 프랑스                | 1 - 0  | 벨기에 | 뒤셀도르프, 독일                                               |  |  |
| 18:00 UTC+2                        | 페르통언 85′ (자책골) | 리포트 |        | 경기장: 메르쿠어 슈필 아레나 관중 수: 46,810 심판: 글렌 뉘베리 |  |  |
|                                    |                       |        |        |                                                                |  |  |

| UEFA 유로 2024 8강 2024년 7월 5일                                        | 포르투갈 | 0 - 0 (연장전) (3 – 5 승부차기)                                                      | 프랑스 | 함부르크, 독일                                                   |  |  |
| 21:00 UTC+2                                                              |          | 리포트                                                                               |        | 경기장: 폴크스파르크슈타디온 관중 수: 47,789 심판: 마이클 올리버 |  |  |
|                                                                          |          | 승부차기                                                                             |        |                                                                  |  |  |
| 후축 · 크리스티아누 호날두 · 베르나르두 실바 · 주앙 펠릭스 · 누누 멘드스 |          | 선축 · 우스만 뎀벨레 · 유수프 포파나 · 쥘 쿤데 · 브래들리 바르콜라 · 테오 에르난데스 |        |                                                                  |  |  |
|                                                                          |          |                                                                                      |        |                                                                  |  |  |

| UEFA 유로 2024 4강 2024년 7월 9일 | 스페인              | 2 – 1  | 프랑스         | 뮌헨, 독일                                                    |  |  |
| 21:00 UTC+2                       | 야말 21′ · 올모 25′ | 리포트 | 콜로 무아니 9′ | 경기장: 알리안츠 아레나 관중 수: 62,042 심판: 슬라우코 빈치치 |  |  |
|                                   |                     |        |                |                                                               |  |  |

| 2024-25 UEFA 네이션스리그 2024년 9월 6일 | 프랑스 | v      | 이탈리아 | 파리, 프랑스             |  |  |
|                                          |        | 리포트 |          | 경기장: 파르크 데 프랭스 |  |  |
|                                          |        |        |          |                          |  |  |

| 2024-25 UEFA 네이션스리그 2024년 9월 9일 | 프랑스 | v      | 벨기에 | 데신샤르피외, 프랑스           |  |  |
|                                          |        | 리포트 |        | 경기장: 파르크 올랭피크 리요네 |  |  |
|                                          |        |        |        |                                |  |  |

| 2024-25 UEFA 네이션스리그 2024년 10월 10일 | 이스라엘 | v | 프랑스 | 미정         |  |  |
|                                            |          |   |        | 경기장: 미정 |  |  |
|                                            |          |   |        |              |  |  |

| 2024-25 UEFA 네이션스리그 2024년 10월 14일 | 벨기에 | v      | 프랑스 | 뢰번, 벨기에        |  |  |
|                                            |        | 리포트 |        | 경기장: 덴 드레이프 |  |  |
|                                            |        |        |        |                     |  |  |

| 2024-25 UEFA 네이션스리그 2024년 11월 14일 | 프랑스 | v      | 이스라엘 | 생드니, 프랑스           |  |  |
|                                            |        | 리포트 |          | 경기장: 스타드 드 프랑스 |  |  |
|                                            |        |        |          |                          |  |  |

| 2024-25 UEFA 네이션스리그 2024년 11월 17일 | 이탈리아 | v      | 프랑스 | 칼리아리, 이탈리아    |  |  |
|                                            |          | 리포트 |        | 경기장: 우니폴 도무스 |  |  |
|                                            |          |        |        |                       |  |  |

## 주요 성적

### 주요 대회
다음은 프랑스 성인 국가대표팀의 수상 목록이다
FIFA 월드컵
- 우승 (2): 1998, 2018
- 준우승 (2): 2006, 2022
- 3위 (2): 1958, 1986
- 4위 (1): 1982

UEFA 유럽 축구 선수권 대회
- 우승 (2): 1984, 2000
- 준우승 (1): 2016
- 준결승 (2): 1960, 1996

UEFA 네이션스리그
- 우승 (1): 2020-21

FIFA 컨페더레이션스컵
- 우승 (2): 2001, 2003

올림픽 축구
- 금메달 (1): 1984
- 은메달 (1): 1900

| 대회                       | 1  | 2 | 3 | 합계 |
| -------------------------- | -- | - | - | ---- |
| FIFA 월드컵                | 2  | 2 | 2 | 6    |
| UEFA 유럽 축구 선수권 대회 | 2  | 1 | 0 | 3    |
| FIFA 컨페더레이션스컵      | 2  | 0 | 0 | 2    |
| 하계 올림픽                | 1  | 1 | 0 | 2    |
| 유니버시아드               | 1  | 1 | 0 | 2    |
| 지중해 게임                | 1  | 3 | 3 | 7    |
| UEFA 네이션스리그          | 1  | 0 | 0 | 1    |
| 합계                       | 10 | 8 | 5 | 23   |

### 기타 대회
트로페 드 에방스 코페
- 우승: 1904 (벨기에와 공동우승)

아르테미오 프란키 트로피
- 우승: 1985

기린컵
- 우승: 1994

투르누아 하산 II 드 푸트볼
- 우승:: 1998, 2000

투르누아 드 프랑스
- 우승: 1988

넬슨 만델라 챌린지컵
- 우승: 2000

나사시의 바통
- 우승: 1977, 1978, 1982, 1983, 1984, 1991, 2001

## 개인 기록

### 선수 기록

#### 최다 출장 선수

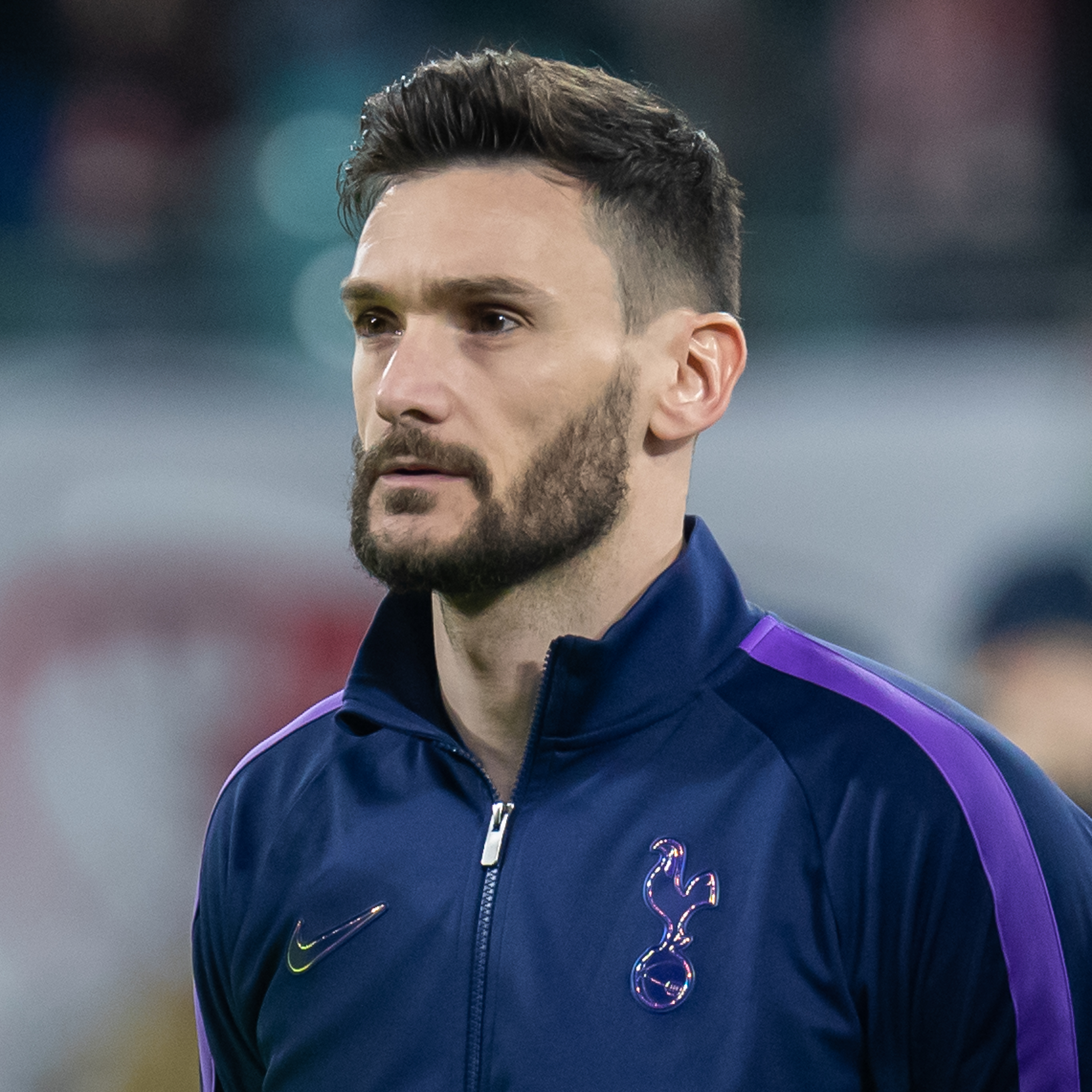
위고 요리스는 프랑스 국가대표팀 역사상 최다 출전 선수로, 145번의 국제경기에 출전하였다.

| #  | 성명              | 기간      | 출장 | 골 |
| -- | ----------------- | --------- | ---- | -- |
| 1  | 위고 요리스       | 2008–2022 | 145  | 0  |
| 2  | 릴리앙 튀람       | 1994–2008 | 142  | 2  |
| 3  | 티에리 앙리       | 1997–2010 | 123  | 51 |
| 4  | 올리비에 지루     | 2011–현재 | 120  | 53 |
| 5  | 앙투안 그리즈만   | 2014–현재 | 117  | 42 |
| 6  | 마르셀 드사이     | 1993–2004 | 116  | 3  |
| 7  | 지네딘 지단       | 1994–2006 | 108  | 31 |
| 8  | 파트리크 비에이라 | 1997–2009 | 107  | 6  |
| 9  | 디디에 데샹       | 1989–2000 | 103  | 4  |
| 10 | 카림 벤제마       | 2007–2022 | 97   | 37 |
| 10 | 로랑 블랑         | 1989–2000 | 97   | 16 |
| 10 | 빅상트 리자라쥐   | 1992–2004 | 97   | 2  |

2022년 12월 18일 기준
출처: 프랑스 축구 협회 보관됨 2011-06-24 - 웨이백 머신

#### 최다 득점 선수

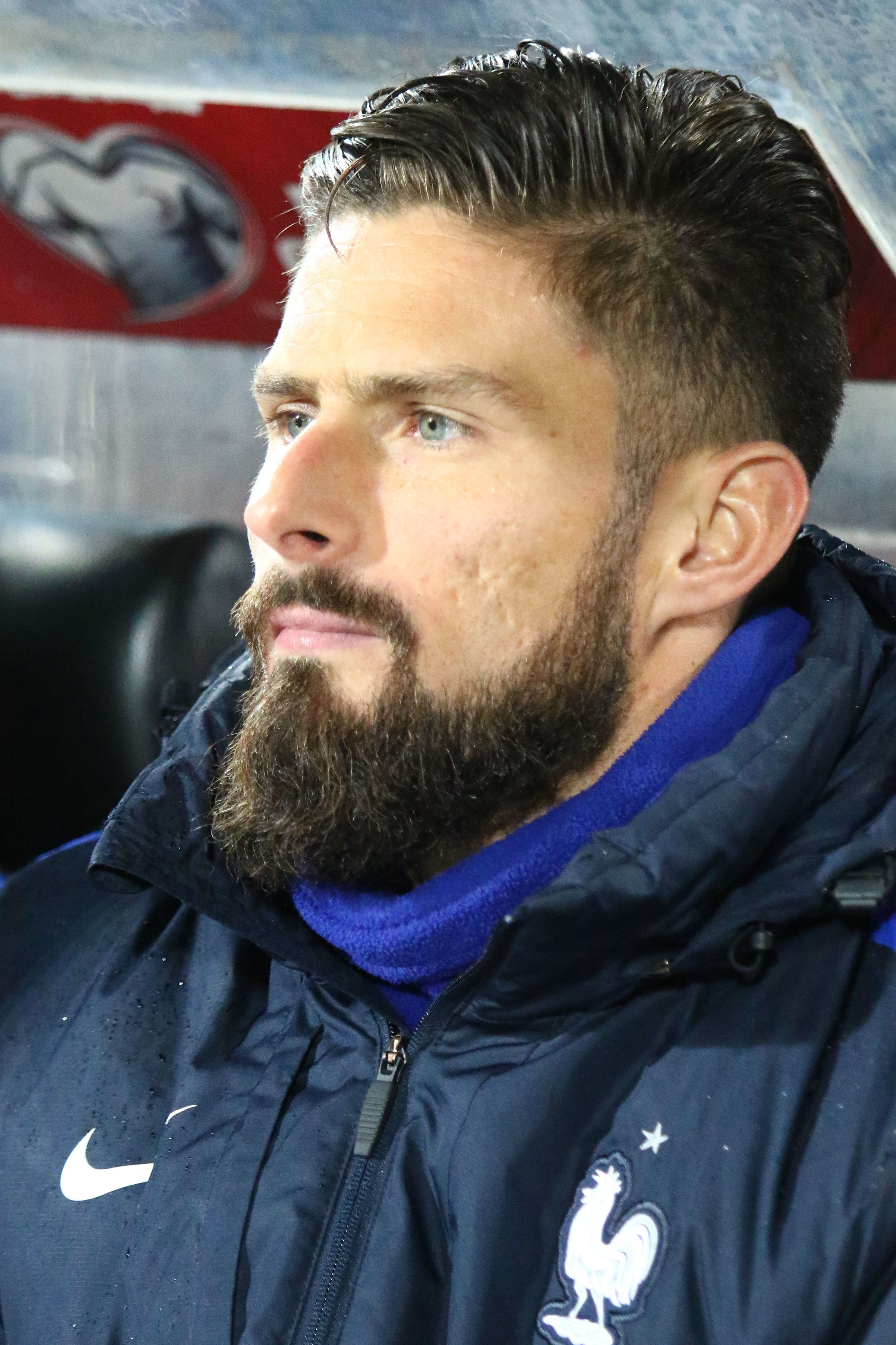
올리비에 지루는 53골로 프랑스 국가대표팀 역사상 최다 득점자이다.

| # | 선수            | 경력      | 골 | 출장 | 골평균 |
| - | --------------- | --------- | -- | ---- | ------ |
| 1 | 올리비에 지루   | 2011–현재 | 53 | 120  | 0.44   |
| 2 | 티에리 앙리     | 1997–2010 | 51 | 123  | 0.41   |
| 3 | 앙투안 그리즈만 | 2014–현재 | 42 | 117  | 0.36   |
| 4 | 미셸 플라티니   | 1976–1987 | 41 | 72   | 0.57   |
| 5 | 카림 벤제마     | 2007–2022 | 37 | 97   | 0.38   |
| 6 | 킬리안 음바페   | 2017–현재 | 36 | 66   | 0.55   |
| 7 | 다비드 트레제게 | 1998–2008 | 34 | 71   | 0.48   |
| 8 | 지네딘 지단     | 1994–2006 | 31 | 108  | 0.29   |
| 9 | 쥐스트 퐁텐     | 1953–1960 | 30 | 21   | 1.43   |
| 9 | 장피에르 파팽   | 1986–1995 | 30 | 54   | 0.56   |

2022년 12월 18일 기준
출처: 프랑스 축구 협회 보관됨 2012-10-23 - 웨이백 머신

## 국제대회 기록

### FIFA 월드컵
프랑스는 1930년에 열린 초대 FIFA 월드컵에 참가한 4개의 유럽팀들 중 한팀으로, 14차례의 FIFA 월드컵 본선에 출전하였고, 역대 5위를 기록하고 있다. 프랑스 국가대표팀은 FIFA 월드컵 우승을 경험해 본 8개의 국가대표팀들 중 한팀이다. 프랑스는 1998년, 2018년에 두 차례 FIFA 월드컵 우승을 거두었다. 대회는 홈 안방에서 개최되었고, 프랑스는 브라질과의 결승전에서 3-0으로 승리를 거두었다. 2006년에 프랑스는 이탈리아와의 승부차기에서 3-5로 패하며 준우승을 거두었다. 2022년 월드컵에서도 우승국 징크스를 깨고 결승전에까지 올랐지만 아르헨티나에 승부차기끝에 패해 준우승에 머물렀다. 프랑스 국가대표팀은 1958년, 1986년에도 두 차례 3위를 차지하였고, 1982년에는 4위를 차지하였다. 본선 참가팀 수가 32팀으로 늘어난 이래 국가대표팀의 역대 최악의 성적은 2002년과 2010년에 1라운드에서 탈락한 것이었다. 2002년에 프랑스는 세네갈과의 경기에서 충격패를 당해 무득점으로 탈락하였고, 2010년에는 멕시코와 남아프리카 공화국에 연달아 패하고 우루과이로부터 승점 1점을 버는 데 그쳤다.
| FIFA 월드컵 본선 기록 | FIFA 월드컵 본선 기록       | FIFA 월드컵 본선 기록       | FIFA 월드컵 본선 기록       | FIFA 월드컵 본선 기록       | FIFA 월드컵 본선 기록       | FIFA 월드컵 본선 기록       | FIFA 월드컵 본선 기록       | FIFA 월드컵 본선 기록       | FIFA 월드컵 본선 기록       | FIFA 월드컵 예선 기록                   | FIFA 월드컵 예선 기록                   | FIFA 월드컵 예선 기록                   | FIFA 월드컵 예선 기록                   | FIFA 월드컵 예선 기록                   | FIFA 월드컵 예선 기록                   | FIFA 월드컵 예선 기록                   |
| 년도                  | 결과                        | 순위                        | 경기                        | 승                          | 무*                         | 패                          | 득점                        | 실점                        | 승점                        | 경기                                    | 승                                      | 무*                                     | 패                                      | 득점                                    | 실점                                    | 승점                                    |
| --------------------- | --------------------------- | --------------------------- | --------------------------- | --------------------------- | --------------------------- | --------------------------- | --------------------------- | --------------------------- | --------------------------- | --------------------------------------- | --------------------------------------- | --------------------------------------- | --------------------------------------- | --------------------------------------- | --------------------------------------- | --------------------------------------- |
| 1930년                | 조별리그                    | 7위                         | 3                           | 1                           | 0                           | 2                           | 4                           | 3                           | 3                           | 자동참가                                | 자동참가                                | 자동참가                                | 자동참가                                | 자동참가                                | 자동참가                                | 자동참가                                |
| 1934년                | 1라운드                     | 9위                         | 1                           | 0                           | 0                           | 1                           | 2                           | 3                           | 0                           | 1                                       | 1                                       | 0                                       | 0                                       | 6                                       | 1                                       | 3                                       |
| 1938년                | 8강                         | 6위                         | 2                           | 1                           | 0                           | 1                           | 4                           | 4                           | 3                           | 자동참가(개최국)                        | 자동참가(개최국)                        | 자동참가(개최국)                        | 자동참가(개최국)                        | 자동참가(개최국)                        | 자동참가(개최국)                        | 자동참가(개최국)                        |
| 1950년                | 기권                        | 기권                        | 기권                        | 기권                        | 기권                        | 기권                        | 기권                        | 기권                        | 기권                        | 3                                       | 0                                       | 2                                       | 1                                       | 4                                       | 5                                       | 2                                       |
| 1954년                | 조별리그                    | 11위                        | 2                           | 1                           | 0                           | 1                           | 3                           | 3                           | 3                           | 4                                       | 4                                       | 0                                       | 0                                       | 20                                      | 4                                       | 12                                      |
| 1958년                | 3위                         | 3위                         | 6                           | 4                           | 0                           | 2                           | 23                          | 15                          | 12                          | 4                                       | 3                                       | 1                                       | 0                                       | 19                                      | 4                                       | 10                                      |
| 1962년                | 예선 탈락                   | 예선 탈락                   | 예선 탈락                   | 예선 탈락                   | 예선 탈락                   | 예선 탈락                   | 예선 탈락                   | 예선 탈락                   | 예선 탈락                   | 5                                       | 3                                       | 0                                       | 2                                       | 10                                      | 4                                       | 9                                       |
| 1966년                | 조별리그                    | 13위                        | 3                           | 0                           | 1                           | 2                           | 2                           | 5                           | 1                           | 6                                       | 5                                       | 0                                       | 1                                       | 9                                       | 2                                       | 15                                      |
| 1970년                | 예선 탈락                   | 예선 탈락                   | 예선 탈락                   | 예선 탈락                   | 예선 탈락                   | 예선 탈락                   | 예선 탈락                   | 예선 탈락                   | 예선 탈락                   | 4                                       | 2                                       | 0                                       | 2                                       | 6                                       | 4                                       | 6                                       |
| 1974년                | 예선 탈락                   | 예선 탈락                   | 예선 탈락                   | 예선 탈락                   | 예선 탈락                   | 예선 탈락                   | 예선 탈락                   | 예선 탈락                   | 예선 탈락                   | 4                                       | 1                                       | 1                                       | 2                                       | 3                                       | 5                                       | 4                                       |
| 1978년                | 조별리그                    | 12위                        | 3                           | 1                           | 0                           | 2                           | 5                           | 5                           | 3                           | 4                                       | 2                                       | 1                                       | 1                                       | 7                                       | 4                                       | 7                                       |
| 1982년                | 4위                         | 4위                         | 7                           | 3                           | 2                           | 2                           | 16                          | 12                          | 11                          | 8                                       | 5                                       | 0                                       | 3                                       | 20                                      | 8                                       | 15                                      |
| 1986년                | 3위                         | 3위                         | 7                           | 4                           | 2                           | 1                           | 12                          | 6                           | 14                          | 8                                       | 5                                       | 1                                       | 2                                       | 15                                      | 4                                       | 16                                      |
| 1990년                | 예선 탈락                   | 예선 탈락                   | 예선 탈락                   | 예선 탈락                   | 예선 탈락                   | 예선 탈락                   | 예선 탈락                   | 예선 탈락                   | 예선 탈락                   | 8                                       | 3                                       | 3                                       | 2                                       | 10                                      | 7                                       | 12                                      |
| 1994년                | 예선 탈락                   | 예선 탈락                   | 예선 탈락                   | 예선 탈락                   | 예선 탈락                   | 예선 탈락                   | 예선 탈락                   | 예선 탈락                   | 예선 탈락                   | 10                                      | 6                                       | 1                                       | 3                                       | 17                                      | 10                                      | 19                                      |
| 1998년                | 우승                        | 1위                         | 7                           | 6                           | 1                           | 0                           | 15                          | 2                           | 19                          | 자동참가(개최국)                        | 자동참가(개최국)                        | 자동참가(개최국)                        | 자동참가(개최국)                        | 자동참가(개최국)                        | 자동참가(개최국)                        | 자동참가(개최국)                        |
| 2002년                | 조별리그                    | 28위                        | 3                           | 0                           | 1                           | 2                           | 0                           | 3                           | 1                           | 자동참가(전 대회 우승국)                | 자동참가(전 대회 우승국)                | 자동참가(전 대회 우승국)                | 자동참가(전 대회 우승국)                | 자동참가(전 대회 우승국)                | 자동참가(전 대회 우승국)                | 자동참가(전 대회 우승국)                |
| 2006년                | 준우승                      | 2위                         | 7                           | 4                           | 3                           | 0                           | 9                           | 3                           | 15                          | 10                                      | 5                                       | 5                                       | 0                                       | 14                                      | 2                                       | 20                                      |
| 2010년                | 조별리그                    | 29위                        | 3                           | 0                           | 1                           | 2                           | 1                           | 4                           | 1                           | 12                                      | 7                                       | 4                                       | 1                                       | 20                                      | 10                                      | 25                                      |
| 2014년                | 8강                         | 7위                         | 5                           | 3                           | 1                           | 1                           | 10                          | 3                           | 10                          | 10                                      | 6                                       | 2                                       | 2                                       | 18                                      | 8                                       | 20                                      |
| 2018년                | 우승                        | 1위                         | 7                           | 6                           | 1                           | 0                           | 15                          | 6                           | 19                          | 10                                      | 7                                       | 2                                       | 1                                       | 18                                      | 6                                       | 23                                      |
| 2022년                | 준우승                      | 2위                         | 7                           | 5                           | 1                           | 1                           | 15                          | 8                           | 16                          | 8                                       | 5                                       | 3                                       | 0                                       | 18                                      | 3                                       | 18                                      |
| 합계                  | 16회 진출(16/22)            | 우승(2회)                   | 73                          | 39                          | 14                          | 20                          | 137                         | 85                          | 128                         | 119                                     | 70                                      | 26                                      | 23                                      | 234                                     | 91                                      | 236                                     |
| 순위                  | FIFA 월드컵 역대 순위 : 5위 | FIFA 월드컵 역대 순위 : 5위 | FIFA 월드컵 역대 순위 : 5위 | FIFA 월드컵 역대 순위 : 5위 | FIFA 월드컵 역대 순위 : 5위 | FIFA 월드컵 역대 순위 : 5위 | FIFA 월드컵 역대 순위 : 5위 | FIFA 월드컵 역대 순위 : 5위 | FIFA 월드컵 역대 순위 : 5위 | 월드컵 예선 승점 순위 : 27위(유럽 14위) | 월드컵 예선 승점 순위 : 27위(유럽 14위) | 월드컵 예선 승점 순위 : 27위(유럽 14위) | 월드컵 예선 승점 순위 : 27위(유럽 14위) | 월드컵 예선 승점 순위 : 27위(유럽 14위) | 월드컵 예선 승점 순위 : 27위(유럽 14위) | 월드컵 예선 승점 순위 : 27위(유럽 14위) |

자세한 내용은 프랑스의 FIFA 월드컵 성적 문서 참조.

### UEFA 유럽 축구 선수권 대회
프랑스는 UEFA 유럽 축구 선수권 대회에서 가장 성공적인 팀들 중 하나로, 1984년과 2000년에 두 차례 우승을 거두었다. 프랑스는 각 세 차례씩 우승을 거둔 스페인과 독일 다음으로 많은 우승을 거두었다. 프랑스는 1960년에 초대 대회를 개최하였고, 그 후로 7차례의 UEFA 유럽 축구 선수권 대회에 출전해 역대 4위로 동률을 기록하고 있다. 프랑스는 홈 안방에서 열린 1984년 대회에서 첫 우승을 거두었고, 당시 발롱도르 수상자인 미셸 플라티니가 지휘했다. 2000년, FIFA 올해의 선수 지네딘 지단을 중심으로 한 프랑스는 벨기에와 네덜란드에서 열린 대회에서 두번째 우승을 거두었다. 프랑스의 대회 역대 최악의 성적은 1964년~1980년 5회 연속 예선 탈락이다.
| UEFA 유로 대회 본선 | UEFA 유로 대회 본선                   | UEFA 유로 대회 본선                   | UEFA 유로 대회 본선                   | UEFA 유로 대회 본선                   | UEFA 유로 대회 본선                   | UEFA 유로 대회 본선                   | UEFA 유로 대회 본선                   | UEFA 유로 대회 본선                   | UEFA 유로 대회 본선                   | UEFA 유로 대회 예선       | UEFA 유로 대회 예선       | UEFA 유로 대회 예선       | UEFA 유로 대회 예선       | UEFA 유로 대회 예선       | UEFA 유로 대회 예선       | UEFA 유로 대회 예선       |
| 년도                | 결과                                  | 순위                                  | 경기                                  | 승                                    | 무*                                   | 패                                    | 득점                                  | 실점                                  | 승점                                  | 경기                      | 승                        | 무*                       | 패                        | 득점                      | 실점                      | 승점                      |
| ------------------- | ------------------------------------- | ------------------------------------- | ------------------------------------- | ------------------------------------- | ------------------------------------- | ------------------------------------- | ------------------------------------- | ------------------------------------- | ------------------------------------- | ------------------------- | ------------------------- | ------------------------- | ------------------------- | ------------------------- | ------------------------- | ------------------------- |
| 1960년              | 4위                                   | 4위                                   | 2                                     | 0                                     | 0                                     | 2                                     | 4                                     | 7                                     | 0                                     | 4                         | 3                         | 1                         | 0                         | 17                        | 6                         | 10                        |
| 1964년              | 예선 탈락                             | 예선 탈락                             | 예선 탈락                             | 예선 탈락                             | 예선 탈락                             | 예선 탈락                             | 예선 탈락                             | 예선 탈락                             | 예선 탈락                             | 6                         | 2                         | 1                         | 3                         | 11                        | 10                        | 7                         |
| 1968년              | 예선 탈락                             | 예선 탈락                             | 예선 탈락                             | 예선 탈락                             | 예선 탈락                             | 예선 탈락                             | 예선 탈락                             | 예선 탈락                             | 예선 탈락                             | 8                         | 4                         | 2                         | 2                         | 16                        | 12                        | 14                        |
| 1972년              | 예선 탈락                             | 예선 탈락                             | 예선 탈락                             | 예선 탈락                             | 예선 탈락                             | 예선 탈락                             | 예선 탈락                             | 예선 탈락                             | 예선 탈락                             | 6                         | 3                         | 1                         | 2                         | 10                        | 8                         | 10                        |
| 1976년              | 예선 탈락                             | 예선 탈락                             | 예선 탈락                             | 예선 탈락                             | 예선 탈락                             | 예선 탈락                             | 예선 탈락                             | 예선 탈락                             | 예선 탈락                             | 6                         | 1                         | 3                         | 2                         | 7                         | 6                         | 6                         |
| 1980년              | 예선 탈락                             | 예선 탈락                             | 예선 탈락                             | 예선 탈락                             | 예선 탈락                             | 예선 탈락                             | 예선 탈락                             | 예선 탈락                             | 예선 탈락                             | 6                         | 4                         | 1                         | 1                         | 13                        | 7                         | 13                        |
| 1984년              | 우승                                  | 1위                                   | 5                                     | 5                                     | 0                                     | 0                                     | 14                                    | 4                                     | 15                                    | 자동 참가(개최국)         | 자동 참가(개최국)         | 자동 참가(개최국)         | 자동 참가(개최국)         | 자동 참가(개최국)         | 자동 참가(개최국)         | 자동 참가(개최국)         |
| 1988년              | 예선 탈락                             | 예선 탈락                             | 예선 탈락                             | 예선 탈락                             | 예선 탈락                             | 예선 탈락                             | 예선 탈락                             | 예선 탈락                             | 예선 탈락                             | 8                         | 1                         | 4                         | 3                         | 4                         | 7                         | 7                         |
| 1992년              | 조별리그                              | 6위                                   | 3                                     | 0                                     | 2                                     | 1                                     | 2                                     | 3                                     | 2                                     | 8                         | 8                         | 0                         | 0                         | 20                        | 6                         | 24                        |
| 1996년              | 준결승                                | 4위                                   | 5                                     | 2                                     | 3                                     | 0                                     | 5                                     | 2                                     | 9                                     | 10                        | 5                         | 5                         | 0                         | 22                        | 2                         | 20                        |
| 2000년              | 우승                                  | 1위                                   | 6                                     | 5                                     | 0                                     | 1                                     | 13                                    | 7                                     | 15                                    | 10                        | 6                         | 3                         | 1                         | 17                        | 10                        | 21                        |
| 2004년              | 8강                                   | 6위                                   | 4                                     | 2                                     | 1                                     | 1                                     | 7                                     | 5                                     | 7                                     | 8                         | 8                         | 0                         | 0                         | 29                        | 2                         | 24                        |
| 2008년              | 조별리그                              | 15위                                  | 3                                     | 0                                     | 1                                     | 2                                     | 1                                     | 6                                     | 1                                     | 12                        | 8                         | 2                         | 2                         | 25                        | 5                         | 26                        |
| 2012년              | 8강                                   | 8위                                   | 4                                     | 1                                     | 1                                     | 2                                     | 3                                     | 5                                     | 4                                     | 10                        | 6                         | 3                         | 1                         | 15                        | 4                         | 21                        |
| 2016년              | 준우승                                | 2위                                   | 7                                     | 5                                     | 1                                     | 1                                     | 13                                    | 5                                     | 16                                    | 자동 참가(개최국)         | 자동 참가(개최국)         | 자동 참가(개최국)         | 자동 참가(개최국)         | 자동 참가(개최국)         | 자동 참가(개최국)         | 자동 참가(개최국)         |
| 2020년              | 16강                                  | 11위                                  | 4                                     | 1                                     | 3                                     | 0                                     | 7                                     | 6                                     | 6                                     | 10                        | 8                         | 1                         | 1                         | 25                        | 6                         | 25                        |
| 2024년              | 준결승                                | 4위                                   | 6                                     | 2                                     | 3                                     | 1                                     | 4                                     | 3                                     | 9                                     | 8                         | 7                         | 1                         | 0                         | 29                        | 3                         | 22                        |
| 합계                | 11회 진출(11/17)                      | 우승(2회)                             | 48                                    | 23                                    | 15                                    | 11                                    | 73                                    | 53                                    | 84                                    | 111                       | 67                        | 27                        | 17                        | 237                       | 88                        | 228                       |
| 순위                | UEFA 유럽 축구 선수권 대회 순위 : 4위 | UEFA 유럽 축구 선수권 대회 순위 : 4위 | UEFA 유럽 축구 선수권 대회 순위 : 4위 | UEFA 유럽 축구 선수권 대회 순위 : 4위 | UEFA 유럽 축구 선수권 대회 순위 : 4위 | UEFA 유럽 축구 선수권 대회 순위 : 4위 | UEFA 유럽 축구 선수권 대회 순위 : 4위 | UEFA 유럽 축구 선수권 대회 순위 : 4위 | UEFA 유럽 축구 선수권 대회 순위 : 4위 | 유로 예선 승점 순위: 10위 | 유로 예선 승점 순위: 10위 | 유로 예선 승점 순위: 10위 | 유로 예선 승점 순위: 10위 | 유로 예선 승점 순위: 10위 | 유로 예선 승점 순위: 10위 | 유로 예선 승점 순위: 10위 |

### FIFA 컨페더레이션스컵
프랑스는 10번의 FIFA 컨페더레이션스컵 대회 중 2번을 출전하였고, 출전한 2대회 모두 우승을 거두었다. 프랑스는 2번의 우승으로 4차례 우승을 거둔 브라질의 뒤를 이어 역대 2위를 기록하고 있다. 프랑스는 1998년 FIFA 월드컵 우승팀 자격으로 참가한 2001년에 대회 첫 우승을 거두었다. 프랑스는 일본과의 결승전에서 1-0으로 승리하였다. 그 다음 컨페더레이션스컵인 2003년 대회에서 프랑스는 UEFA 유로 2000 우승팀 자격과 개최국으로써 대회에 진출하였고, 카메룬과의 결승전에서 연장전 끝에 1-0으로 이겨 우승을 거두었다.
| FIFA 컨페더레이션스컵 기록 | FIFA 컨페더레이션스컵 기록           | FIFA 컨페더레이션스컵 기록           | FIFA 컨페더레이션스컵 기록           | FIFA 컨페더레이션스컵 기록           | FIFA 컨페더레이션스컵 기록           | FIFA 컨페더레이션스컵 기록           | FIFA 컨페더레이션스컵 기록           | FIFA 컨페더레이션스컵 기록           | FIFA 컨페더레이션스컵 기록           |
| 년도                       | 결과                                 | 순위                                 | 경기                                 | 승                                   | 무*                                  | 패                                   | 득점                                 | 실점                                 | 승점                                 |
| -------------------------- | ------------------------------------ | ------------------------------------ | ------------------------------------ | ------------------------------------ | ------------------------------------ | ------------------------------------ | ------------------------------------ | ------------------------------------ | ------------------------------------ |
| 1992년                     | 진출 실패                            | 진출 실패                            | 진출 실패                            | 진출 실패                            | 진출 실패                            | 진출 실패                            | 진출 실패                            | 진출 실패                            | 진출 실패                            |
| 1995년                     | 진출 실패                            | 진출 실패                            | 진출 실패                            | 진출 실패                            | 진출 실패                            | 진출 실패                            | 진출 실패                            | 진출 실패                            | 진출 실패                            |
| 1997년                     | 진출 실패                            | 진출 실패                            | 진출 실패                            | 진출 실패                            | 진출 실패                            | 진출 실패                            | 진출 실패                            | 진출 실패                            | 진출 실패                            |
| 1999년                     | 불참                                 | 불참                                 | 불참                                 | 불참                                 | 불참                                 | 불참                                 | 불참                                 | 불참                                 | 불참                                 |
| 2001년                     | 우승                                 | 1위                                  | 5                                    | 4                                    | 0                                    | 1                                    | 12                                   | 2                                    | 12                                   |
| 2003년                     | 우승                                 | 1위                                  | 5                                    | 5                                    | 0                                    | 0                                    | 12                                   | 3                                    | 15                                   |
| 2005년                     | 진출 실패                            | 진출 실패                            | 진출 실패                            | 진출 실패                            | 진출 실패                            | 진출 실패                            | 진출 실패                            | 진출 실패                            | 진출 실패                            |
| 2009년                     | 진출 실패                            | 진출 실패                            | 진출 실패                            | 진출 실패                            | 진출 실패                            | 진출 실패                            | 진출 실패                            | 진출 실패                            | 진출 실패                            |
| 2013년                     | 진출 실패                            | 진출 실패                            | 진출 실패                            | 진출 실패                            | 진출 실패                            | 진출 실패                            | 진출 실패                            | 진출 실패                            | 진출 실패                            |
| 2017년                     | 진출 실패                            | 진출 실패                            | 진출 실패                            | 진출 실패                            | 진출 실패                            | 진출 실패                            | 진출 실패                            | 진출 실패                            | 진출 실패                            |
| 합계                       | 2회 진출(2/10)                       | 우승(2회)                            | 10                                   | 9                                    | 0                                    | 1                                    | 24                                   | 5                                    | 27                                   |
| 순위                       | FIFA 컨페더레이션스컵 역대 순위: 4위 | FIFA 컨페더레이션스컵 역대 순위: 4위 | FIFA 컨페더레이션스컵 역대 순위: 4위 | FIFA 컨페더레이션스컵 역대 순위: 4위 | FIFA 컨페더레이션스컵 역대 순위: 4위 | FIFA 컨페더레이션스컵 역대 순위: 4위 | FIFA 컨페더레이션스컵 역대 순위: 4위 | FIFA 컨페더레이션스컵 역대 순위: 4위 | FIFA 컨페더레이션스컵 역대 순위: 4위 |

* 무승부 횟수는 승부차기로 승부가 결정된 녹아웃 토너먼트 경기도 포함된다.
** 금색은 우승한 대회를 나타낸다.

### 하계 올림픽
| 올림픽 축구 기록                  | 올림픽 축구 기록 | 올림픽 축구 기록 | 올림픽 축구 기록 | 올림픽 축구 기록 | 올림픽 축구 기록 | 올림픽 축구 기록 | 올림픽 축구 기록 | 올림픽 축구 기록 | 올림픽 축구 기록 |
| 년도                              | 결과             | 순위             | 경기             | 승               | 무*              | 패               | 득점             | 실점             | 승점             |
| --------------------------------- | ---------------- | ---------------- | ---------------- | ---------------- | ---------------- | ---------------- | ---------------- | ---------------- | ---------------- |
| 1900년                            | 은메달           | 준우승           | 2                | 1                | 0                | 1                | 6                | 6                | 3                |
| 1904년                            | 불참             | 불참             | 불참             | 불참             | 불참             | 불참             | 불참             | 불참             | 불참             |
| 1908년                            | 준결승           | 5위              | 1                | 0                | 0                | 1                | 1                | 17               | 0                |
| 1912년                            | 불참             | 불참             | 불참             | 불참             | 불참             | 불참             | 불참             | 불참             | 불참             |
| 1920년                            | 4위              | 4위              | 2                | 1                | 0                | 1                | 4                | 5                | 3                |
| 1924년                            | 8강              | 5위              | 2                | 1                | 0                | 1                | 8                | 5                | 3                |
| 1928년                            | 1라운드          | 9위              | 1                | 0                | 0                | 1                | 3                | 4                | 0                |
| 1936년                            | 불참             | 불참             | 불참             | 불참             | 불참             | 불참             | 불참             | 불참             | 불참             |
| 1948년                            | 8강              | 7위              | 2                | 1                | 0                | 1                | 2                | 2                | 3                |
| 1952년                            | 예비라운드       | 18위             | 1                | 0                | 0                | 1                | 1                | 2                | 0                |
| 1956년                            | 불참             | 불참             | 불참             | 불참             | 불참             | 불참             | 불참             | 불참             | 불참             |
| 1960년                            | 조별리그         | 9위              | 3                | 1                | 1                | 1                | 3                | 9                | 4                |
| 1964년                            | 진출 실패        | 진출 실패        | 진출 실패        | 진출 실패        | 진출 실패        | 진출 실패        | 진출 실패        | 진출 실패        | 진출 실패        |
| 1968년                            | 8강              | 7위              | 4                | 2                | 0                | 2                | 9                | 7                | 6                |
| 1972년                            | 진출 실패        | 진출 실패        | 진출 실패        | 진출 실패        | 진출 실패        | 진출 실패        | 진출 실패        | 진출 실패        | 진출 실패        |
| 1976년                            | 8강              | 5위              | 4                | 2                | 1                | 1                | 9                | 7                | 7                |
| 1980년                            | 진출 실패        | 진출 실패        | 진출 실패        | 진출 실패        | 진출 실패        | 진출 실패        | 진출 실패        | 진출 실패        | 진출 실패        |
| 1984년                            | 금메달           | 우승             | 6                | 4                | 2                | 0                | 13               | 6                | 14               |
| 1988년                            | 진출 실패        | 진출 실패        | 진출 실패        | 진출 실패        | 진출 실패        | 진출 실패        | 진출 실패        | 진출 실패        | 진출 실패        |
| 23세 이하 대표팀 경기로 규칙 변경 |                  |                  |                  |                  |                  |                  |                  |                  |                  |
| 합계                              | 11회 진출(12/26) | 금메달(1회)      | 28               | 13               | 4                | 11               | 59               | 70               | 43               |

### 지중해 게임
| 지중해 게임 기록 | 지중해 게임 기록 | 지중해 게임 기록 | 지중해 게임 기록 | 지중해 게임 기록 | 지중해 게임 기록 | 지중해 게임 기록 | 지중해 게임 기록 | 지중해 게임 기록 | 지중해 게임 기록 |
| 년도             | 결과             | 순위             | 경기             | 승               | 무*              | 패               | 득점             | 실점             | 승점             |
| ---------------- | ---------------- | ---------------- | ---------------- | ---------------- | ---------------- | ---------------- | ---------------- | ---------------- | ---------------- |
| 1951년           | 불참             | 불참             | 불참             | 불참             | 불참             | 불참             | 불참             | 불참             | 불참             |
| 1955년           | 결선리그         | 동메달           | 3                | 1                | 0                | 2                | 7                | 8                | 3                |
| 1959년           | 진출 실패        | 진출 실패        | 진출 실패        | 진출 실패        | 진출 실패        | 진출 실패        | 진출 실패        | 진출 실패        | 진출 실패        |
| 1963년           | 진출 실패        | 진출 실패        | 진출 실패        | 진출 실패        | 진출 실패        | 진출 실패        | 진출 실패        | 진출 실패        | 진출 실패        |
| 1967년           | 금메달           | 우승             | 5                | 3                | 1                | 1                | 9                | 5                | 10               |
| 1971년           | 조별리그         | 5위              | 4                | 2                | 0                | 2                | 5                | 4                | 6                |
| 1975년           | 은메달           | 준우승           | 6                | 3                | 1                | 2                | 8                | 6                | 10               |
| 1979년           | 은메달           | 준우승           | 6                | 3                | 1                | 2                | 8                | 6                | 10               |
| 1983년           | 준결승           | 4위              | 4                | 1                | 2                | 1                | 1                | 1                | 5                |
| 1987년           | 은메달           | 준우승           | 5                | 3                | 1                | 1                | 7                | 2                | 10               |
| 1991년           | 진출 실패        | 진출 실패        | 진출 실패        | 진출 실패        | 진출 실패        | 진출 실패        | 진출 실패        | 진출 실패        | 진출 실패        |
| 1993년           | 동메달           | 3위              | 5                | 2                | 2                | 1                | 8                | 6                | 8                |
| 1997년           | 조별리그         | 7위              | 2                | 1                | 0                | 1                | 4                | 3                | 3                |
| 2001년           | 동메달           | 3위              | 4                | 3                | 0                | 1                | 9                | 1                | 9                |
| 2005년           | 진출 실패        | 진출 실패        | 진출 실패        | 진출 실패        | 진출 실패        | 진출 실패        | 진출 실패        | 진출 실패        | 진출 실패        |
| 2009년           | 준결승           | 4위              | 4                | 2                | 1                | 1                | 4                | 2                | 7                |
| 2013년           | 진출 실패        | 진출 실패        | 진출 실패        | 진출 실패        | 진출 실패        | 진출 실패        | 진출 실패        | 진출 실패        | 진출 실패        |
| 2018년           | 조별리그         | 5위              | 3                | 2                | 0                | 1                | 3                | 3                | 6                |
| 2022년           | 금메달           | 우승             | 5                | 4                | 1                | 0                | 8                | 3                | 13               |
| 합계             | 13회 진출(13/19) | 금메달(2회)      | 56               | 30               | 9                | 16               | 81               | 50               | 100              |

### 기타 대회
| 지역컵 기록                       | 지역컵 기록 | 지역컵 기록 | 지역컵 기록 | 지역컵 기록 | 지역컵 기록 | 지역컵 기록 | 지역컵 기록 | 지역컵 기록 | 지역컵 기록 |
| 년도                              | 결과        | 순위        | 경기        | 승          | 무*         | 패          | 득점        | 실점        |             |
| --------------------------------- | ----------- | ----------- | ----------- | ----------- | ----------- | ----------- | ----------- | ----------- | ----------- |
| 1904년 트로페 드 에방스 코페      | 공동우승    | 1위         | 1           | 0           | 1           | 0           | 3           | 3           |             |
| 1972년 브라질 독립컵              | 조별 리그   | 8위         | 4           | 3           | 1           | 0           | 10          | 2           |             |
| 1985년 아르테미오 프란키 트로피   | 우승        | —           | 1           | 1           | 0           | 0           | 2           | 0           |             |
| 1988년 투르누아 드 프랑스         | 우승        | 1위         | 2           | 2           | 0           | 0           | 4           | 2           |             |
| 1990년 쿠웨이트 토너먼트          | 우승        | 1위         | 2           | 2           | 0           | 0           | 4           | 0           |             |
| 1994년 기린컵                     | 우승        | 1위         | 2           | 2           | 0           | 0           | 5           | 1           |             |
| 1997년 투르누아 드 프랑스         | 조별 리그   | 3위         | 3           | 0           | 2           | 1           | 3           | 4           |             |
| 1998년 투르누아 하산 II 드 푸트볼 | 우승        | 1위         | 2           | 1           | 1           | 0           | 3           | 2           |             |
| 2000년 투르누아 하산 II 드 푸트볼 | 우승        | 1위         | 2           | 1           | 1           | 0           | 7           | 3           |             |
| 2000년 넬슨 만델라 챌린지 컵      | 공동우승    | —           | 1           | 0           | 1           | 0           | 0           | 0           |             |
| 합계                              |             | 8회 우승    | 20          | 12          | 7           | 1           | 41          | 17          |             |

* 무승부 횟수는 승부차기로 승부가 결정된 녹아웃 토너먼트 경기도 포함된다.
** 금색은 우승한 대회를 나타낸다.

## 같이 보기
- 프랑스 여자 축구 국가대표팀
- 프랑스 U-21 축구 국가대표팀
- 프랑스령 기아나 축구 국가대표팀
- 과들루프 축구 국가대표팀
- 마르티니크 축구 국가대표팀
- 누벨칼레도니 축구 국가대표팀
- 레위니옹 축구 국가대표팀
- 생마르탱 축구 국가대표팀
- 타히티 축구 국가대표팀